# Lista de asteroides (372001-373000)
Esta é uma lista parcial de asteroides, do asteroide número 372001 até o 373000, inclusive. Veja também o índice com todas as listas disponíveis.

| Objeto Próximos à Terra | Cinturão de asteroides (interno) | Cinturão de asteroides (externo) | Centauro       |
| Cruzador de Marte       | Cinturão de asteroides (meio)    | Troianos de Júpiter              | Transnetuniano |

Veja mais dados de cada asteroide na ligação externa para o Minor Planet Center na última coluna.
Índice: 372001... 372101... 372201... 372301... 372401... 372501... 372601... 372701... 372801... 372901... 

## 372001–372100
| Designação     | Designação | Descoberta  | Descoberta      | Descobridor(es)      | Categoria | Mais informações / Referência |
| Permanente     | Provisória | Data        | Local           | Descobridor(es)      | Categoria | Mais informações / Referência |
| -------------- | ---------- | ----------- | --------------- | -------------------- | --------- | ----------------------------- |
| 372001         | 2008 HL27  | 27 abr 2008 | Kitt Peak       | Spacewatch           | —         | MPC                           |
| 372002         | 2008 HN28  | 12 fev 2008 | Mount Lemmon    | Mount Lemmon Survey  | —         | MPC                           |
| 372003         | 2008 HW44  | 28 mar 2008 | Mount Lemmon    | Mount Lemmon Survey  | —         | MPC                           |
| 372004         | 2008 HP47  | 5 mar 2008  | Mount Lemmon    | Mount Lemmon Survey  | —         | MPC                           |
| 372005         | 2008 JF5   | 30 jan 2008 | Mount Lemmon    | Mount Lemmon Survey  | —         | MPC                           |
| 372006         | 2008 JV8   | 5 mar 2008  | Mount Lemmon    | Mount Lemmon Survey  | —         | MPC                           |
| 372007         | 2008 JW30  | 10 jan 2007 | Mount Lemmon    | Mount Lemmon Survey  | —         | MPC                           |
| 372008         | 2008 JM31  | 16 abr 2008 | Mount Lemmon    | Mount Lemmon Survey  | —         | MPC                           |
| 372009         | 2008 JJ34  | 14 mai 2008 | Kitt Peak       | Spacewatch           | —         | MPC                           |
| 372010         | 2008 JE38  | 5 mai 2008  | Kitt Peak       | Spacewatch           | —         | MPC                           |
| 372011         | 2008 KJ12  | 26 mai 2008 | Kitt Peak       | Spacewatch           | —         | MPC                           |
| 372012         | 2008 KN24  | 28 mai 2008 | Kitt Peak       | Spacewatch           | Phocaea   | MPC                           |
| 372013         | 2008 KQ37  | 30 abr 2008 | Mount Lemmon    | Mount Lemmon Survey  | —         | MPC                           |
| 372014         | 2008 LA7   | 3 jun 2008  | Kitt Peak       | Spacewatch           | —         | MPC                           |
| 372015         | 2008 LX7   | 4 jun 2008  | Kitt Peak       | Spacewatch           | Phocaea   | MPC                           |
| 372016         | 2008 LD13  | 28 mai 2008 | Mount Lemmon    | Mount Lemmon Survey  | —         | MPC                           |
| 372017         | 2008 LB16  | 10 jun 2008 | Kitt Peak       | Spacewatch           | —         | MPC                           |
| 372018         | 2008 LU17  | 2 jun 2008  | Mount Lemmon    | Mount Lemmon Survey  | —         | MPC                           |
| 372019         | 2008 NS4   | 12 jul 2008 | La Sagra        | Mallorca Obs.        | —         | MPC                           |
| 372020         | 2008 OC12  | 25 jul 2008 | La Sagra        | Mallorca Obs.        | —         | MPC                           |
| 372021         | 2008 OQ13  | 26 jul 2008 | Siding Spring   | SSS                  | —         | MPC                           |
| 372022         | 2008 PK20  | 7 ago 2008  | Kitt Peak       | Spacewatch           | —         | MPC                           |
| 372023         | 2008 PU20  | 6 ago 2008  | Siding Spring   | SSS                  | —         | MPC                           |
| 372024 Ayapani | 2008 QA3   | 24 ago 2008 | Ishigakijima    | Ishigakijima Obs.    | —         | MPC                           |
| 372025         | 2008 QX8   | 25 ago 2008 | La Sagra        | Mallorca Obs.        | —         | MPC                           |
| 372026         | 2008 QV28  | 20 ago 2008 | Tiki            | N. Teamo             | —         | MPC                           |
| 372027         | 2008 QU37  | 21 ago 2008 | Kitt Peak       | Spacewatch           | —         | MPC                           |
| 372028         | 2008 QC42  | 21 ago 2008 | Kitt Peak       | Spacewatch           | —         | MPC                           |
| 372029         | 2008 QB45  | 24 ago 2008 | Kitt Peak       | Spacewatch           | Brangane  | MPC                           |
| 372030         | 2008 RT9   | 3 set 2008  | Kitt Peak       | Spacewatch           | —         | MPC                           |
| 372031         | 2008 RV17  | 4 set 2008  | Kitt Peak       | Spacewatch           | —         | MPC                           |
| 372032         | 2008 RW17  | 24 ago 2008 | Kitt Peak       | Spacewatch           | —         | MPC                           |
| 372033         | 2008 RJ18  | 4 set 2008  | Kitt Peak       | Spacewatch           | —         | MPC                           |
| 372034         | 2008 RR22  | 5 set 2008  | Pla D'Arguines  | R. Ferrando          | —         | MPC                           |
| 372035         | 2008 RP30  | 2 set 2008  | Kitt Peak       | Spacewatch           | —         | MPC                           |
| 372036         | 2008 RS38  | 2 set 2008  | Kitt Peak       | Spacewatch           | —         | MPC                           |
| 372037         | 2008 RC39  | 2 set 2008  | Kitt Peak       | Spacewatch           | —         | MPC                           |
| 372038         | 2008 RC40  | 2 set 2008  | Kitt Peak       | Spacewatch           | —         | MPC                           |
| 372039         | 2008 RZ40  | 2 set 2008  | Kitt Peak       | Spacewatch           | Themis    | MPC                           |
| 372040         | 2008 RF43  | 2 set 2008  | Kitt Peak       | Spacewatch           | —         | MPC                           |
| 372041         | 2008 RD65  | 4 set 2008  | Kitt Peak       | Spacewatch           | —         | MPC                           |
| 372042         | 2008 RD68  | 4 set 2008  | Kitt Peak       | Spacewatch           | —         | MPC                           |
| 372043         | 2008 RM74  | 6 set 2008  | Catalina        | CSS                  | —         | MPC                           |
| 372044         | 2008 RS77  | 7 set 2008  | Mount Lemmon    | Mount Lemmon Survey  | —         | MPC                           |
| 372045         | 2008 RN80  | 3 set 2008  | Kitt Peak       | Spacewatch           | —         | MPC                           |
| 372046         | 2008 RY88  | 5 set 2008  | Kitt Peak       | Spacewatch           | —         | MPC                           |
| 372047         | 2008 RR89  | 5 set 2008  | Kitt Peak       | Spacewatch           | —         | MPC                           |
| 372048         | 2008 RF90  | 5 set 2008  | Kitt Peak       | Spacewatch           | —         | MPC                           |
| 372049         | 2008 RO92  | 6 set 2008  | Kitt Peak       | Spacewatch           | —         | MPC                           |
| 372050         | 2008 RN96  | 7 set 2008  | Mount Lemmon    | Mount Lemmon Survey  | Ursula    | MPC                           |
| 372051         | 2008 RS96  | 7 set 2008  | Mount Lemmon    | Mount Lemmon Survey  | —         | MPC                           |
| 372052         | 2008 RC97  | 7 set 2008  | Mount Lemmon    | Mount Lemmon Survey  | —         | MPC                           |
| 372053         | 2008 RX100 | 5 set 2008  | Kitt Peak       | Spacewatch           | —         | MPC                           |
| 372054         | 2008 RB106 | 6 set 2008  | Mount Lemmon    | Mount Lemmon Survey  | —         | MPC                           |
| 372055         | 2008 RP106 | 7 set 2008  | Mount Lemmon    | Mount Lemmon Survey  | —         | MPC                           |
| 372056         | 2008 RU107 | 9 set 2008  | Mount Lemmon    | Mount Lemmon Survey  | —         | MPC                           |
| 372057         | 2008 RA109 | 2 set 2008  | Kitt Peak       | Spacewatch           | —         | MPC                           |
| 372058         | 2008 RJ110 | 3 set 2008  | Kitt Peak       | Spacewatch           | —         | MPC                           |
| 372059         | 2008 RR110 | 3 set 2008  | Kitt Peak       | Spacewatch           | Brangane  | MPC                           |
| 372060         | 2008 RG111 | 4 set 2008  | Kitt Peak       | Spacewatch           | —         | MPC                           |
| 372061         | 2008 RZ114 | 6 set 2008  | Mount Lemmon    | Mount Lemmon Survey  | —         | MPC                           |
| 372062         | 2008 RJ123 | 6 set 2008  | Kitt Peak       | Spacewatch           | —         | MPC                           |
| 372063         | 2008 RQ123 | 6 set 2008  | Kitt Peak       | Spacewatch           | Brangane  | MPC                           |
| 372064         | 2008 RK129 | 7 set 2008  | Mount Lemmon    | Mount Lemmon Survey  | —         | MPC                           |
| 372065         | 2008 RS129 | 7 set 2008  | Mount Lemmon    | Mount Lemmon Survey  | —         | MPC                           |
| 372066         | 2008 RR131 | 5 set 2008  | Kitt Peak       | Spacewatch           | —         | MPC                           |
| 372067         | 2008 RH136 | 4 set 2008  | Socorro         | LINEAR               | —         | MPC                           |
| 372068         | 2008 RJ141 | 7 ago 2008  | Kitt Peak       | Spacewatch           | —         | MPC                           |
| 372069         | 2008 RX142 | 2 set 2008  | Kitt Peak       | Spacewatch           | Brangane  | MPC                           |
| 372070         | 2008 SM    | 20 set 2008 | Kitt Peak       | Spacewatch           | —         | MPC                           |
| 372071         | 2008 SP1   | 23 set 2008 | Catalina        | CSS                  | —         | MPC                           |
| 372072         | 2008 SH11  | 22 set 2008 | Calvin-Rehoboth | Calvin–Rehoboth Obs. | —         | MPC                           |
| 372073         | 2008 SZ11  | 23 set 2008 | Catalina        | CSS                  | —         | MPC                           |
| 372074         | 2008 SL26  | 19 set 2008 | Kitt Peak       | Spacewatch           | —         | MPC                           |
| 372075         | 2008 SW27  | 19 set 2008 | Kitt Peak       | Spacewatch           | —         | MPC                           |
| 372076         | 2008 SE28  | 19 set 2008 | Kitt Peak       | Spacewatch           | —         | MPC                           |
| 372077         | 2008 SW32  | 20 set 2008 | Kitt Peak       | Spacewatch           | —         | MPC                           |
| 372078         | 2008 SC33  | 20 set 2008 | Mount Lemmon    | Mount Lemmon Survey  | —         | MPC                           |
| 372079         | 2008 SP34  | 20 set 2008 | Kitt Peak       | Spacewatch           | —         | MPC                           |
| 372080         | 2008 SD36  | 20 set 2008 | Kitt Peak       | Spacewatch           | —         | MPC                           |
| 372081         | 2008 SF40  | 20 set 2008 | Kitt Peak       | Spacewatch           | —         | MPC                           |
| 372082         | 2008 SK40  | 20 set 2008 | Kitt Peak       | Spacewatch           | —         | MPC                           |
| 372083         | 2008 SO50  | 24 ago 2008 | Kitt Peak       | Spacewatch           | —         | MPC                           |
| 372084         | 2008 SQ52  | 20 set 2008 | Mount Lemmon    | Mount Lemmon Survey  | Brangane  | MPC                           |
| 372085         | 2008 SR52  | 20 set 2008 | Mount Lemmon    | Mount Lemmon Survey  | —         | MPC                           |
| 372086         | 2008 SS53  | 20 set 2008 | Mount Lemmon    | Mount Lemmon Survey  | —         | MPC                           |
| 372087         | 2008 SY53  | 20 set 2008 | Mount Lemmon    | Mount Lemmon Survey  | —         | MPC                           |
| 372088         | 2008 SJ57  | 20 set 2008 | Mount Lemmon    | Mount Lemmon Survey  | —         | MPC                           |
| 372089         | 2008 SU65  | 21 set 2008 | Mount Lemmon    | Mount Lemmon Survey  | —         | MPC                           |
| 372090         | 2008 SV65  | 21 set 2008 | Mount Lemmon    | Mount Lemmon Survey  | Brangane  | MPC                           |
| 372091         | 2008 SP75  | 23 set 2008 | Mount Lemmon    | Mount Lemmon Survey  | —         | MPC                           |
| 372092         | 2008 SZ89  | 21 set 2008 | Kitt Peak       | Spacewatch           | Brangane  | MPC                           |
| 372093         | 2008 SB90  | 21 set 2008 | Kitt Peak       | Spacewatch           | —         | MPC                           |
| 372094         | 2008 SV93  | 21 set 2008 | Kitt Peak       | Spacewatch           | —         | MPC                           |
| 372095         | 2008 SC94  | 21 set 2008 | Kitt Peak       | Spacewatch           | Ursula    | MPC                           |
| 372096         | 2008 SC97  | 21 set 2008 | Kitt Peak       | Spacewatch           | —         | MPC                           |
| 372097         | 2008 SL97  | 21 set 2008 | Kitt Peak       | Spacewatch           | Brangane  | MPC                           |
| 372098         | 2008 SV100 | 21 set 2008 | Kitt Peak       | Spacewatch           | —         | MPC                           |
| 372099         | 2008 ST102 | 21 set 2008 | Mount Lemmon    | Mount Lemmon Survey  | —         | MPC                           |
| 372100         | 2008 SL104 | 21 set 2008 | Kitt Peak       | Spacewatch           | —         | MPC                           |

## 372101–372200
| Designação | Designação | Descoberta  | Descoberta   | Descobridor(es)     | Categoria | Mais informações / Referência |
| Permanente | Provisória | Data        | Local        | Descobridor(es)     | Categoria | Mais informações / Referência |
| ---------- | ---------- | ----------- | ------------ | ------------------- | --------- | ----------------------------- |
| 372101     | 2008 SA105 | 21 set 2008 | Kitt Peak    | Spacewatch          | Ursula    | MPC                           |
| 372102     | 2008 SR119 | 22 set 2008 | Mount Lemmon | Mount Lemmon Survey | —         | MPC                           |
| 372103     | 2008 SK120 | 22 set 2008 | Mount Lemmon | Mount Lemmon Survey | —         | MPC                           |
| 372104     | 2008 SZ122 | 22 set 2008 | Mount Lemmon | Mount Lemmon Survey | —         | MPC                           |
| 372105     | 2008 SK128 | 22 set 2008 | Kitt Peak    | Spacewatch          | —         | MPC                           |
| 372106     | 2008 ST128 | 22 set 2008 | Kitt Peak    | Spacewatch          | —         | MPC                           |
| 372107     | 2008 SJ129 | 22 set 2008 | Kitt Peak    | Spacewatch          | —         | MPC                           |
| 372108     | 2008 SK129 | 22 set 2008 | Kitt Peak    | Spacewatch          | —         | MPC                           |
| 372109     | 2008 SX129 | 22 set 2008 | Kitt Peak    | Spacewatch          | —         | MPC                           |
| 372110     | 2008 SG131 | 22 set 2008 | Kitt Peak    | Spacewatch          | Ursula    | MPC                           |
| 372111     | 2008 SR132 | 22 set 2008 | Kitt Peak    | Spacewatch          | —         | MPC                           |
| 372112     | 2008 SU132 | 22 set 2008 | Kitt Peak    | Spacewatch          | —         | MPC                           |
| 372113     | 2008 SM134 | 23 set 2008 | Kitt Peak    | Spacewatch          | Brangane  | MPC                           |
| 372114     | 2008 SP136 | 23 set 2008 | Kitt Peak    | Spacewatch          | —         | MPC                           |
| 372115     | 2008 SF142 | 24 set 2008 | Mount Lemmon | Mount Lemmon Survey | —         | MPC                           |
| 372116     | 2008 SM145 | 20 set 2008 | Kitt Peak    | Spacewatch          | —         | MPC                           |
| 372117     | 2008 SV146 | 23 set 2008 | Catalina     | CSS                 | —         | MPC                           |
| 372118     | 2008 SE161 | 24 ago 2008 | Kitt Peak    | Spacewatch          | —         | MPC                           |
| 372119     | 2008 SB162 | 28 set 2008 | Socorro      | LINEAR              | —         | MPC                           |
| 372120     | 2008 SY164 | 28 set 2008 | Socorro      | LINEAR              | —         | MPC                           |
| 372121     | 2008 SM167 | 28 set 2008 | Socorro      | LINEAR              | —         | MPC                           |
| 372122     | 2008 SV169 | 21 set 2008 | Mount Lemmon | Mount Lemmon Survey | —         | MPC                           |
| 372123     | 2008 SZ179 | 24 set 2008 | Kitt Peak    | Spacewatch          | —         | MPC                           |
| 372124     | 2008 SJ180 | 24 set 2008 | Kitt Peak    | Spacewatch          | —         | MPC                           |
| 372125     | 2008 SF182 | 24 set 2008 | Mount Lemmon | Mount Lemmon Survey | —         | MPC                           |
| 372126     | 2008 SA193 | 25 set 2008 | Kitt Peak    | Spacewatch          | —         | MPC                           |
| 372127     | 2008 SY196 | 25 set 2008 | Kitt Peak    | Spacewatch          | —         | MPC                           |
| 372128     | 2008 SA198 | 25 set 2008 | Kitt Peak    | Spacewatch          | —         | MPC                           |
| 372129     | 2008 SC198 | 25 set 2008 | Kitt Peak    | Spacewatch          | —         | MPC                           |
| 372130     | 2008 ST206 | 26 set 2008 | Kitt Peak    | Spacewatch          | Brangane  | MPC                           |
| 372131     | 2008 SC220 | 30 set 2008 | La Sagra     | Mallorca Obs.       | —         | MPC                           |
| 372132     | 2008 SE226 | 26 set 2008 | Kitt Peak    | Spacewatch          | —         | MPC                           |
| 372133     | 2008 SE236 | 29 set 2008 | Kitt Peak    | Spacewatch          | Juno      | MPC                           |
| 372134     | 2008 SN237 | 29 set 2008 | Mount Lemmon | Mount Lemmon Survey | —         | MPC                           |
| 372135     | 2008 SF240 | 29 set 2008 | Kitt Peak    | Spacewatch          | —         | MPC                           |
| 372136     | 2008 SP241 | 4 set 2008  | Kitt Peak    | Spacewatch          | —         | MPC                           |
| 372137     | 2008 SH243 | 29 set 2008 | Kitt Peak    | Spacewatch          | —         | MPC                           |
| 372138     | 2008 SG244 | 24 set 2008 | Kitt Peak    | Spacewatch          | —         | MPC                           |
| 372139     | 2008 SQ248 | 21 set 2008 | Kitt Peak    | Spacewatch          | —         | MPC                           |
| 372140     | 2008 SW249 | 23 set 2008 | Kitt Peak    | Spacewatch          | Brangane  | MPC                           |
| 372141     | 2008 SA253 | 21 set 2008 | Kitt Peak    | Spacewatch          | —         | MPC                           |
| 372142     | 2008 SV256 | 21 set 2008 | Catalina     | CSS                 | —         | MPC                           |
| 372143     | 2008 SP261 | 23 set 2008 | Kitt Peak    | Spacewatch          | —         | MPC                           |
| 372144     | 2008 SH265 | 27 set 2008 | Mount Lemmon | Mount Lemmon Survey | Brangane  | MPC                           |
| 372145     | 2008 SR265 | 29 set 2008 | Catalina     | CSS                 | —         | MPC                           |
| 372146     | 2008 SH267 | 23 set 2008 | Catalina     | CSS                 | —         | MPC                           |
| 372147     | 2008 SQ267 | 23 set 2008 | Kitt Peak    | Spacewatch          | —         | MPC                           |
| 372148     | 2008 SQ271 | 29 set 2008 | Mount Lemmon | Mount Lemmon Survey | —         | MPC                           |
| 372149     | 2008 SU273 | 19 set 2008 | Kitt Peak    | Spacewatch          | —         | MPC                           |
| 372150     | 2008 SJ279 | 19 set 2008 | Kitt Peak    | Spacewatch          | Brangane  | MPC                           |
| 372151     | 2008 SQ282 | 23 set 2008 | Kitt Peak    | Spacewatch          | —         | MPC                           |
| 372152     | 2008 SV284 | 24 set 2008 | Kitt Peak    | Spacewatch          | —         | MPC                           |
| 372153     | 2008 SD289 | 25 set 2008 | Kitt Peak    | Spacewatch          | Ursula    | MPC                           |
| 372154     | 2008 SG293 | 30 set 2008 | Catalina     | CSS                 | Juno      | MPC                           |
| 372155     | 2008 SM293 | 24 set 2008 | Mount Lemmon | Mount Lemmon Survey | —         | MPC                           |
| 372156     | 2008 SK297 | 30 set 2008 | Catalina     | CSS                 | —         | MPC                           |
| 372157     | 2008 SC308 | 29 set 2008 | Mount Lemmon | Mount Lemmon Survey | —         | MPC                           |
| 372158     | 2008 SL309 | 27 set 2008 | Mount Lemmon | Mount Lemmon Survey | —         | MPC                           |
| 372159     | 2008 SF310 | 29 set 2008 | Mount Lemmon | Mount Lemmon Survey | —         | MPC                           |
| 372160     | 2008 TP1   | 4 set 2008  | Kitt Peak    | Spacewatch          | —         | MPC                           |
| 372161     | 2008 TB3   | 3 out 2008  | Sandlot      | G. Hug              | —         | MPC                           |
| 372162     | 2008 TZ5   | 3 out 2008  | La Sagra     | Mallorca Obs.       | —         | MPC                           |
| 372163     | 2008 TT8   | 6 out 2008  | Junk Bond    | D. Healy            | —         | MPC                           |
| 372164     | 2008 TV13  | 1 out 2008  | Mount Lemmon | Mount Lemmon Survey | —         | MPC                           |
| 372165     | 2008 TZ13  | 1 out 2008  | Mount Lemmon | Mount Lemmon Survey | —         | MPC                           |
| 372166     | 2008 TG16  | 1 out 2008  | Mount Lemmon | Mount Lemmon Survey | —         | MPC                           |
| 372167     | 2008 TF24  | 2 out 2008  | Catalina     | CSS                 | Brangane  | MPC                           |
| 372168     | 2008 TO34  | 1 out 2008  | Kitt Peak    | Spacewatch          | —         | MPC                           |
| 372169     | 2008 TL38  | 1 out 2008  | Catalina     | CSS                 | —         | MPC                           |
| 372170     | 2008 TL42  | 1 out 2008  | Mount Lemmon | Mount Lemmon Survey | —         | MPC                           |
| 372171     | 2008 TE46  | 1 out 2008  | Kitt Peak    | Spacewatch          | —         | MPC                           |
| 372172     | 2008 TH51  | 2 out 2008  | Kitt Peak    | Spacewatch          | —         | MPC                           |
| 372173     | 2008 TN53  | 6 fev 2006  | Kitt Peak    | Spacewatch          | —         | MPC                           |
| 372174     | 2008 TB55  | 2 out 2008  | Kitt Peak    | Spacewatch          | Ursula    | MPC                           |
| 372175     | 2008 TX55  | 9 set 2008  | Mount Lemmon | Mount Lemmon Survey | —         | MPC                           |
| 372176     | 2008 TW57  | 2 out 2008  | Kitt Peak    | Spacewatch          | —         | MPC                           |
| 372177     | 2008 TB63  | 2 out 2008  | Kitt Peak    | Spacewatch          | —         | MPC                           |
| 372178     | 2008 TD63  | 2 out 2008  | Catalina     | CSS                 | Brangane  | MPC                           |
| 372179     | 2008 TZ63  | 2 out 2008  | Kitt Peak    | Spacewatch          | —         | MPC                           |
| 372180     | 2008 TP66  | 2 out 2008  | Kitt Peak    | Spacewatch          | —         | MPC                           |
| 372181     | 2008 TW73  | 2 out 2008  | Kitt Peak    | Spacewatch          | —         | MPC                           |
| 372182     | 2008 TS77  | 2 out 2008  | Mount Lemmon | Mount Lemmon Survey | —         | MPC                           |
| 372183     | 2008 TA80  | 2 out 2008  | Mount Lemmon | Mount Lemmon Survey | —         | MPC                           |
| 372184     | 2008 TB84  | 3 out 2008  | Kitt Peak    | Spacewatch          | —         | MPC                           |
| 372185     | 2008 TB85  | 3 out 2008  | Mount Lemmon | Mount Lemmon Survey | —         | MPC                           |
| 372186     | 2008 TV85  | 3 out 2008  | Mount Lemmon | Mount Lemmon Survey | —         | MPC                           |
| 372187     | 2008 TY85  | 3 out 2008  | Mount Lemmon | Mount Lemmon Survey | —         | MPC                           |
| 372188     | 2008 TR89  | 3 out 2008  | Kitt Peak    | Spacewatch          | —         | MPC                           |
| 372189     | 2008 TS89  | 3 out 2008  | Kitt Peak    | Spacewatch          | —         | MPC                           |
| 372190     | 2008 TT98  | 6 out 2008  | Kitt Peak    | Spacewatch          | —         | MPC                           |
| 372191     | 2008 TC99  | 6 out 2008  | Kitt Peak    | Spacewatch          | —         | MPC                           |
| 372192     | 2008 TX105 | 6 out 2008  | Kitt Peak    | Spacewatch          | Brangane  | MPC                           |
| 372193     | 2008 TU106 | 6 out 2008  | Mount Lemmon | Mount Lemmon Survey | —         | MPC                           |
| 372194     | 2008 TZ110 | 6 out 2008  | Catalina     | CSS                 | Brangane  | MPC                           |
| 372195     | 2008 TS123 | 8 out 2008  | Mount Lemmon | Mount Lemmon Survey | —         | MPC                           |
| 372196     | 2008 TX127 | 8 out 2008  | Mount Lemmon | Mount Lemmon Survey | —         | MPC                           |
| 372197     | 2008 TN130 | 8 out 2008  | Mount Lemmon | Mount Lemmon Survey | —         | MPC                           |
| 372198     | 2008 TC131 | 23 set 2008 | Kitt Peak    | Spacewatch          | —         | MPC                           |
| 372199     | 2008 TM133 | 10 set 2008 | Kitt Peak    | Spacewatch          | —         | MPC                           |
| 372200     | 2008 TA142 | 9 out 2008  | Mount Lemmon | Mount Lemmon Survey | —         | MPC                           |

## 372201–372300
| Designação | Designação | Descoberta  | Descoberta      | Descobridor(es)     | Categoria | Mais informações / Referência |
| Permanente | Provisória | Data        | Local           | Descobridor(es)     | Categoria | Mais informações / Referência |
| ---------- | ---------- | ----------- | --------------- | ------------------- | --------- | ----------------------------- |
| 372201     | 2008 TE143 | 9 out 2008  | Mount Lemmon    | Mount Lemmon Survey | —         | MPC                           |
| 372202     | 2008 TZ143 | 9 out 2008  | Mount Lemmon    | Mount Lemmon Survey | —         | MPC                           |
| 372203     | 2008 TD148 | 9 out 2008  | Mount Lemmon    | Mount Lemmon Survey | —         | MPC                           |
| 372204     | 2008 TJ152 | 3 set 2008  | Kitt Peak       | Spacewatch          | —         | MPC                           |
| 372205     | 2008 TO154 | 9 out 2008  | Mount Lemmon    | Mount Lemmon Survey | —         | MPC                           |
| 372206     | 2008 TD158 | 5 out 2008  | La Sagra        | Mallorca Obs.       | Brangane  | MPC                           |
| 372207     | 2008 TT160 | 2 out 2008  | Kitt Peak       | Spacewatch          | —         | MPC                           |
| 372208     | 2008 TC163 | 1 out 2008  | Catalina        | CSS                 | —         | MPC                           |
| 372209     | 2008 TT169 | 7 out 2008  | Kitt Peak       | Spacewatch          | —         | MPC                           |
| 372210     | 2008 TB170 | 8 out 2008  | Catalina        | CSS                 | —         | MPC                           |
| 372211     | 2008 TV173 | 1 out 2008  | Catalina        | CSS                 | —         | MPC                           |
| 372212     | 2008 TR177 | 2 out 2008  | Catalina        | CSS                 | Brangane  | MPC                           |
| 372213     | 2008 TY189 | 10 out 2008 | Socorro         | LINEAR              | —         | MPC                           |
| 372214     | 2008 UM2   | 23 out 2008 | Desert Moon     | B. L. Stevens       | —         | MPC                           |
| 372215     | 2008 UU11  | 17 out 2008 | Kitt Peak       | Spacewatch          | —         | MPC                           |
| 372216     | 2008 UH12  | 17 out 2008 | Kitt Peak       | Spacewatch          | —         | MPC                           |
| 372217     | 2008 UR12  | 2 set 2008  | Kitt Peak       | Spacewatch          | —         | MPC                           |
| 372218     | 2008 UA22  | 19 out 2008 | Kitt Peak       | Spacewatch          | —         | MPC                           |
| 372219     | 2008 UN29  | 20 out 2008 | Kitt Peak       | Spacewatch          | —         | MPC                           |
| 372220     | 2008 UJ32  | 20 out 2008 | Kitt Peak       | Spacewatch          | —         | MPC                           |
| 372221     | 2008 UQ33  | 20 out 2008 | Mount Lemmon    | Mount Lemmon Survey | —         | MPC                           |
| 372222     | 2008 UL36  | 20 out 2008 | Kitt Peak       | Spacewatch          | —         | MPC                           |
| 372223     | 2008 UA46  | 20 out 2008 | Kitt Peak       | Spacewatch          | —         | MPC                           |
| 372224     | 2008 US50  | 25 set 2008 | Kitt Peak       | Spacewatch          | —         | MPC                           |
| 372225     | 2008 UB57  | 21 out 2008 | Kitt Peak       | Spacewatch          | —         | MPC                           |
| 372226     | 2008 UB66  | 21 out 2008 | Kitt Peak       | Spacewatch          | —         | MPC                           |
| 372227     | 2008 UJ71  | 21 out 2008 | Mount Lemmon    | Mount Lemmon Survey | Ursula    | MPC                           |
| 372228     | 2008 UL77  | 21 out 2008 | Kitt Peak       | Spacewatch          | —         | MPC                           |
| 372229     | 2008 UT79  | 22 out 2008 | Kitt Peak       | Spacewatch          | —         | MPC                           |
| 372230     | 2008 UO80  | 22 out 2008 | Kitt Peak       | Spacewatch          | —         | MPC                           |
| 372231     | 2008 UG86  | 23 out 2008 | Kitt Peak       | Spacewatch          | —         | MPC                           |
| 372232     | 2008 UR91  | 28 out 2008 | Wrightwood      | J. W. Young         | —         | MPC                           |
| 372233     | 2008 UF100 | 27 out 2008 | Bisei SG Center | BATTeRS             | —         | MPC                           |
| 372234     | 2008 UC107 | 21 out 2008 | Kitt Peak       | Spacewatch          | Ursula    | MPC                           |
| 372235     | 2008 UU111 | 22 out 2008 | Kitt Peak       | Spacewatch          | —         | MPC                           |
| 372236     | 2008 UL116 | 22 out 2008 | Kitt Peak       | Spacewatch          | —         | MPC                           |
| 372237     | 2008 UT117 | 22 out 2008 | Kitt Peak       | Spacewatch          | —         | MPC                           |
| 372238     | 2008 UY120 | 22 out 2008 | Kitt Peak       | Spacewatch          | —         | MPC                           |
| 372239     | 2008 UF122 | 22 out 2008 | Kitt Peak       | Spacewatch          | —         | MPC                           |
| 372240     | 2008 UG124 | 22 out 2008 | Kitt Peak       | Spacewatch          | Brangane  | MPC                           |
| 372241     | 2008 UV124 | 22 out 2008 | Kitt Peak       | Spacewatch          | —         | MPC                           |
| 372242     | 2008 UV125 | 22 out 2008 | Kitt Peak       | Spacewatch          | —         | MPC                           |
| 372243     | 2008 US133 | 23 out 2008 | Kitt Peak       | Spacewatch          | —         | MPC                           |
| 372244     | 2008 UL137 | 23 out 2008 | Kitt Peak       | Spacewatch          | —         | MPC                           |
| 372245     | 2008 UY139 | 22 set 2008 | Mount Lemmon    | Mount Lemmon Survey | Ursula    | MPC                           |
| 372246     | 2008 UP142 | 23 out 2008 | Kitt Peak       | Spacewatch          | —         | MPC                           |
| 372247     | 2008 UE151 | 23 out 2008 | Kitt Peak       | Spacewatch          | —         | MPC                           |
| 372248     | 2008 UX155 | 23 out 2008 | Kitt Peak       | Spacewatch          | —         | MPC                           |
| 372249     | 2008 UG158 | 23 out 2008 | Mount Lemmon    | Mount Lemmon Survey | —         | MPC                           |
| 372250     | 2008 UT159 | 23 out 2008 | Kitt Peak       | Spacewatch          | —         | MPC                           |
| 372251     | 2008 UW161 | 24 out 2008 | Kitt Peak       | Spacewatch          | —         | MPC                           |
| 372252     | 2008 UL162 | 24 out 2008 | Kitt Peak       | Spacewatch          | —         | MPC                           |
| 372253     | 2008 UU182 | 24 out 2008 | Mount Lemmon    | Mount Lemmon Survey | —         | MPC                           |
| 372254     | 2008 UL189 | 25 out 2008 | Mount Lemmon    | Mount Lemmon Survey | —         | MPC                           |
| 372255     | 2008 UF192 | 25 out 2008 | Catalina        | CSS                 | —         | MPC                           |
| 372256     | 2008 UX208 | 23 out 2008 | Kitt Peak       | Spacewatch          | —         | MPC                           |
| 372257     | 2008 UX209 | 23 out 2008 | Kitt Peak       | Spacewatch          | Brangane  | MPC                           |
| 372258     | 2008 UG216 | 24 out 2008 | Kitt Peak       | Spacewatch          | —         | MPC                           |
| 372259     | 2008 US220 | 25 out 2008 | Kitt Peak       | Spacewatch          | Ursula    | MPC                           |
| 372260     | 2008 UJ236 | 26 out 2008 | Kitt Peak       | Spacewatch          | —         | MPC                           |
| 372261     | 2008 UL242 | 26 out 2008 | Mount Lemmon    | Mount Lemmon Survey | —         | MPC                           |
| 372262     | 2008 UK245 | 26 out 2008 | Kitt Peak       | Spacewatch          | —         | MPC                           |
| 372263     | 2008 UX253 | 27 out 2008 | Kitt Peak       | Spacewatch          | —         | MPC                           |
| 372264     | 2008 UE254 | 27 out 2008 | Kitt Peak       | Spacewatch          | —         | MPC                           |
| 372265     | 2008 UA258 | 27 out 2008 | Kitt Peak       | Spacewatch          | —         | MPC                           |
| 372266     | 2008 UM277 | 22 set 2008 | Kitt Peak       | Spacewatch          | —         | MPC                           |
| 372267     | 2008 UF282 | 28 out 2008 | Kitt Peak       | Spacewatch          | —         | MPC                           |
| 372268     | 2008 UR285 | 28 out 2008 | Mount Lemmon    | Mount Lemmon Survey | —         | MPC                           |
| 372269     | 2008 UQ292 | 7 out 1999  | Socorro         | LINEAR              | —         | MPC                           |
| 372270     | 2008 UW296 | 29 out 2008 | Kitt Peak       | Spacewatch          | —         | MPC                           |
| 372271     | 2008 UC304 | 29 out 2008 | Mount Lemmon    | Mount Lemmon Survey | —         | MPC                           |
| 372272     | 2008 UG307 | 30 out 2008 | Kitt Peak       | Spacewatch          | —         | MPC                           |
| 372273     | 2008 UN310 | 30 out 2008 | Catalina        | CSS                 | —         | MPC                           |
| 372274     | 2008 UH324 | 31 out 2008 | Mount Lemmon    | Mount Lemmon Survey | Brangane  | MPC                           |
| 372275     | 2008 UG331 | 31 out 2008 | Mount Lemmon    | Mount Lemmon Survey | —         | MPC                           |
| 372276     | 2008 UQ337 | 19 out 2008 | Kitt Peak       | Spacewatch          | —         | MPC                           |
| 372277     | 2008 UK341 | 25 out 2008 | Mount Lemmon    | Mount Lemmon Survey | —         | MPC                           |
| 372278     | 2008 UF343 | 22 out 2008 | Kitt Peak       | Spacewatch          | —         | MPC                           |
| 372279     | 2008 UQ343 | 20 out 2008 | Mount Lemmon    | Mount Lemmon Survey | —         | MPC                           |
| 372280     | 2008 UH345 | 31 out 2008 | Kitt Peak       | Spacewatch          | —         | MPC                           |
| 372281     | 2008 UZ350 | 25 out 2008 | Mount Lemmon    | Mount Lemmon Survey | —         | MPC                           |
| 372282     | 2008 UW351 | 26 out 2008 | Mount Lemmon    | Mount Lemmon Survey | —         | MPC                           |
| 372283     | 2008 UN352 | 26 out 2008 | Mount Lemmon    | Mount Lemmon Survey | —         | MPC                           |
| 372284     | 2008 UZ360 | 23 out 2008 | Kitt Peak       | Spacewatch          | Ursula    | MPC                           |
| 372285     | 2008 UF361 | 26 out 2008 | Catalina        | CSS                 | —         | MPC                           |
| 372286     | 2008 UN368 | 24 out 2008 | Kitt Peak       | Spacewatch          | —         | MPC                           |
| 372287     | 2008 UU368 | 26 out 2008 | Mount Lemmon    | Mount Lemmon Survey | Ursula    | MPC                           |
| 372288     | 2008 VU1   | 2 nov 2008  | Socorro         | LINEAR              | —         | MPC                           |
| 372289     | 2008 VL3   | 3 nov 2008  | Socorro         | LINEAR              | —         | MPC                           |
| 372290     | 2008 VN5   | 1 nov 2008  | Mount Lemmon    | Mount Lemmon Survey | —         | MPC                           |
| 372291     | 2008 VM8   | 2 nov 2008  | Mount Lemmon    | Mount Lemmon Survey | —         | MPC                           |
| 372292     | 2008 VQ17  | 1 nov 2008  | Kitt Peak       | Spacewatch          | —         | MPC                           |
| 372293     | 2008 VR24  | 1 nov 2008  | Kitt Peak       | Spacewatch          | —         | MPC                           |
| 372294     | 2008 VE25  | 8 out 2008  | Kitt Peak       | Spacewatch          | —         | MPC                           |
| 372295     | 2008 VN38  | 2 nov 2008  | Kitt Peak       | Spacewatch          | —         | MPC                           |
| 372296     | 2008 VD54  | 6 nov 2008  | Kitt Peak       | Spacewatch          | —         | MPC                           |
| 372297     | 2008 VF57  | 6 nov 2008  | Mount Lemmon    | Mount Lemmon Survey | —         | MPC                           |
| 372298     | 2008 VQ59  | 7 nov 2008  | Catalina        | CSS                 | —         | MPC                           |
| 372299     | 2008 VN73  | 6 nov 2008  | Mount Lemmon    | Mount Lemmon Survey | —         | MPC                           |
| 372300     | 2008 VU77  | 6 nov 2008  | Mount Lemmon    | Mount Lemmon Survey | —         | MPC                           |

## 372301–372400
| Designação        | Designação | Descoberta  | Descoberta        | Descobridor(es)     | Categoria | Mais informações / Referência |
| Permanente        | Provisória | Data        | Local             | Descobridor(es)     | Categoria | Mais informações / Referência |
| ----------------- | ---------- | ----------- | ----------------- | ------------------- | --------- | ----------------------------- |
| 372301            | 2008 WA12  | 31 out 2008 | Kitt Peak         | Spacewatch          | —         | MPC                           |
| 372302            | 2008 WO15  | 9 nov 2008  | Mount Lemmon      | Mount Lemmon Survey | —         | MPC                           |
| 372303            | 2008 WT58  | 21 nov 2008 | Kitt Peak         | Spacewatch          | Juno      | MPC                           |
| 372304            | 2008 WP60  | 22 nov 2008 | Hibiscus          | N. Teamo            | —         | MPC                           |
| 372305 Bourdeille | 2008 WO61  | 20 nov 2008 | Vicques           | M. Ory              | —         | MPC                           |
| 372306            | 2008 WB63  | 20 nov 2008 | Socorro           | LINEAR              | —         | MPC                           |
| 372307            | 2008 WR66  | 18 nov 2008 | Kitt Peak         | Spacewatch          | —         | MPC                           |
| 372308            | 2008 WT67  | 18 nov 2008 | Kitt Peak         | Spacewatch          | —         | MPC                           |
| 372309            | 2008 WW88  | 21 nov 2008 | Kitt Peak         | Spacewatch          | —         | MPC                           |
| 372310            | 2008 WR94  | 29 nov 2008 | Mayhill           | A. Lowe             | —         | MPC                           |
| 372311            | 2008 WM107 | 30 nov 2008 | Catalina          | CSS                 | —         | MPC                           |
| 372312            | 2008 WL111 | 30 nov 2008 | Kitt Peak         | Spacewatch          | —         | MPC                           |
| 372313            | 2008 WT111 | 30 nov 2008 | Kitt Peak         | Spacewatch          | —         | MPC                           |
| 372314            | 2008 WN135 | 18 nov 2008 | Kitt Peak         | Spacewatch          | —         | MPC                           |
| 372315            | 2008 WT140 | 19 nov 2008 | Catalina          | CSS                 | —         | MPC                           |
| 372316            | 2008 XM3   | 2 dez 2008  | Socorro           | LINEAR              | —         | MPC                           |
| 372317            | 2008 XS14  | 1 dez 2008  | Kitt Peak         | Spacewatch          | —         | MPC                           |
| 372318            | 2008 XC35  | 2 dez 2008  | Kitt Peak         | Spacewatch          | —         | MPC                           |
| 372319            | 2008 XP47  | 4 dez 2008  | Kitt Peak         | Spacewatch          | —         | MPC                           |
| 372320            | 2008 XL52  | 1 dez 2008  | Socorro           | LINEAR              | Ursula    | MPC                           |
| 372321            | 2008 YR3   | 21 dez 2008 | Dauban            | F. Kugel            | —         | MPC                           |
| 372322            | 2008 YD9   | 23 dez 2008 | Dauban            | F. Kugel            | Flora     | MPC                           |
| 372323            | 2008 YO12  | 19 nov 2008 | Mount Lemmon      | Mount Lemmon Survey | —         | MPC                           |
| 372324            | 2008 YN23  | 20 dez 2008 | La Sagra          | Mallorca Obs.       | —         | MPC                           |
| 372325            | 2009 AV15  | 21 dez 2008 | Catalina          | CSS                 | —         | MPC                           |
| 372326            | 2009 AN46  | 1 jan 2009  | Mount Lemmon      | Mount Lemmon Survey | Juno      | MPC                           |
| 372327            | 2009 BQ14  | 16 jan 2009 | Kitt Peak         | Spacewatch          | —         | MPC                           |
| 372328            | 2009 BH68  | 31 dez 2008 | Mount Lemmon      | Mount Lemmon Survey | —         | MPC                           |
| 372329            | 2009 BL75  | 23 jan 2009 | Purple Mountain   | PMO NEO             | Juno      | MPC                           |
| 372330            | 2009 BW76  | 28 jan 2009 | Catalina          | CSS                 | —         | MPC                           |
| 372331            | 2009 BU142 | 30 jan 2009 | Kitt Peak         | Spacewatch          | —         | MPC                           |
| 372332            | 2009 BY178 | 31 jan 2009 | Mount Lemmon      | Mount Lemmon Survey | —         | MPC                           |
| 372333            | 2009 CS24  | 1 fev 2009  | Kitt Peak         | Spacewatch          | —         | MPC                           |
| 372334            | 2009 CK53  | 30 dez 2008 | Catalina          | CSS                 | Juno      | MPC                           |
| 372335            | 2009 DJ4   | 4 fev 2009  | Catalina          | CSS                 | —         | MPC                           |
| 372336            | 2009 DQ13  | 16 fev 2009 | Kitt Peak         | Spacewatch          | —         | MPC                           |
| 372337            | 2009 DF82  | 24 fev 2009 | Kitt Peak         | Spacewatch          | —         | MPC                           |
| 372338            | 2009 DQ82  | 24 fev 2009 | Kitt Peak         | Spacewatch          | —         | MPC                           |
| 372339            | 2009 DS82  | 24 fev 2009 | Kitt Peak         | Spacewatch          | —         | MPC                           |
| 372340            | 2009 DY93  | 28 fev 2009 | Mount Lemmon      | Mount Lemmon Survey | —         | MPC                           |
| 372341            | 2009 DG94  | 28 fev 2009 | Mount Lemmon      | Mount Lemmon Survey | —         | MPC                           |
| 372342            | 2009 DF97  | 26 fev 2009 | Kitt Peak         | Spacewatch          | —         | MPC                           |
| 372343            | 2009 EL25  | 3 mar 2009  | Kitt Peak         | Spacewatch          | —         | MPC                           |
| 372344            | 2009 EG28  | 1 mar 2009  | Mount Lemmon      | Mount Lemmon Survey | —         | MPC                           |
| 372345            | 2009 FG21  | 21 mar 2009 | Mount Lemmon      | Mount Lemmon Survey | —         | MPC                           |
| 372346            | 2009 FA23  | 19 mar 2009 | Bergisch Gladbach | W. Bickel           | —         | MPC                           |
| 372347            | 2009 FK31  | 25 mar 2009 | La Sagra          | Mallorca Obs.       | —         | MPC                           |
| 372348            | 2009 FS36  | 26 mar 2009 | Mount Lemmon      | Mount Lemmon Survey | —         | MPC                           |
| 372349            | 2009 FF46  | 23 mar 2009 | XuYi              | PMO NEO             | —         | MPC                           |
| 372350            | 2009 FT47  | 16 mar 2009 | Kitt Peak         | Spacewatch          | —         | MPC                           |
| 372351            | 2009 FV66  | 24 mar 2009 | Kitt Peak         | Spacewatch          | —         | MPC                           |
| 372352            | 2009 FA71  | 28 mar 2009 | Kitt Peak         | Spacewatch          | —         | MPC                           |
| 372353            | 2009 FG71  | 29 mar 2009 | Kitt Peak         | Spacewatch          | —         | MPC                           |
| 372354            | 2009 FD74  | 31 mar 2009 | Kitt Peak         | Spacewatch          | —         | MPC                           |
| 372355            | 2009 HL1   | 17 abr 2009 | Catalina          | CSS                 | —         | MPC                           |
| 372356            | 2009 HY5   | 29 mar 2009 | Kitt Peak         | Spacewatch          | —         | MPC                           |
| 372357            | 2009 HZ13  | 24 mar 2009 | Mount Lemmon      | Mount Lemmon Survey | —         | MPC                           |
| 372358            | 2009 HR21  | 16 abr 2009 | Catalina          | CSS                 | —         | MPC                           |
| 372359            | 2009 HN29  | 19 abr 2009 | Kitt Peak         | Spacewatch          | —         | MPC                           |
| 372360            | 2009 HX42  | 20 abr 2009 | Kitt Peak         | Spacewatch          | —         | MPC                           |
| 372361            | 2009 HC47  | 30 set 2003 | Kitt Peak         | Spacewatch          | —         | MPC                           |
| 372362            | 2009 HK77  | 21 abr 2009 | La Sagra          | Mallorca Obs.       | —         | MPC                           |
| 372363            | 2009 HX93  | 30 abr 2009 | Kitt Peak         | Spacewatch          | —         | MPC                           |
| 372364            | 2009 HE102 | 20 abr 2009 | Mount Lemmon      | Mount Lemmon Survey | —         | MPC                           |
| 372365            | 2009 JH2   | 2 mar 2009  | Mount Lemmon      | Mount Lemmon Survey | —         | MPC                           |
| 372366            | 2009 JQ6   | 13 mai 2009 | Mount Lemmon      | Mount Lemmon Survey | —         | MPC                           |
| 372367            | 2009 KP7   | 21 mai 2009 | Cerro Burek       | Alianza S4 Obs.     | —         | MPC                           |
| 372368            | 2009 KR20  | 29 mai 2009 | Mount Lemmon      | Mount Lemmon Survey | —         | MPC                           |
| 372369            | 2009 LC    | 2 jun 2009  | La Sagra          | Mallorca Obs.       | —         | MPC                           |
| 372370            | 2009 LM1   | 12 jun 2009 | Kitt Peak         | Spacewatch          | —         | MPC                           |
| 372371            | 2009 MK    | 28 mai 2009 | Mount Lemmon      | Mount Lemmon Survey | —         | MPC                           |
| 372372            | 2009 OO4   | 19 jul 2009 | La Sagra          | Mallorca Obs.       | Mitidika  | MPC                           |
| 372373            | 2009 OV4   | 21 jul 2009 | La Sagra          | Mallorca Obs.       | —         | MPC                           |
| 372374            | 2009 OK21  | 25 jul 2009 | La Sagra          | Mallorca Obs.       | —         | MPC                           |
| 372375            | 2009 OJ22  | 28 jul 2009 | La Sagra          | Mallorca Obs.       | —         | MPC                           |
| 372376            | 2009 OC25  | 2 mar 2008  | Kitt Peak         | Spacewatch          | —         | MPC                           |
| 372377            | 2009 PN4   | 14 ago 2009 | La Sagra          | Mallorca Obs.       | —         | MPC                           |
| 372378            | 2009 PP4   | 14 ago 2009 | La Sagra          | Mallorca Obs.       | —         | MPC                           |
| 372379            | 2009 PW9   | 14 ago 2009 | La Sagra          | Mallorca Obs.       | —         | MPC                           |
| 372380            | 2009 PQ11  | 15 ago 2009 | Kitt Peak         | Spacewatch          | —         | MPC                           |
| 372381            | 2009 PC12  | 11 set 2005 | Kitt Peak         | Spacewatch          | —         | MPC                           |
| 372382            | 2009 PA14  | 16 nov 2006 | Kitt Peak         | Spacewatch          | —         | MPC                           |
| 372383            | 2009 PX16  | 15 ago 2009 | Kitt Peak         | Spacewatch          | —         | MPC                           |
| 372384            | 2009 PA20  | 15 ago 2009 | Kitt Peak         | Spacewatch          | —         | MPC                           |
| 372385            | 2009 QY9   | 22 ago 2009 | Pla D'Arguines    | R. Ferrando         | —         | MPC                           |
| 372386            | 2009 QK12  | 16 ago 2009 | Kitt Peak         | Spacewatch          | —         | MPC                           |
| 372387            | 2009 QK14  | 16 ago 2009 | Kitt Peak         | Spacewatch          | —         | MPC                           |
| 372388            | 2009 QB15  | 16 ago 2009 | Kitt Peak         | Spacewatch          | —         | MPC                           |
| 372389            | 2009 QJ15  | 16 ago 2009 | Kitt Peak         | Spacewatch          | —         | MPC                           |
| 372390            | 2009 QH21  | 19 ago 2009 | La Sagra          | Mallorca Obs.       | —         | MPC                           |
| 372391            | 2009 QK31  | 20 ago 2009 | La Sagra          | Mallorca Obs.       | Meliboea  | MPC                           |
| 372392            | 2009 QC34  | 19 ago 2009 | Catalina          | CSS                 | —         | MPC                           |
| 372393            | 2009 QM34  | 27 ago 2009 | Sierra Stars      | R. Matson           | —         | MPC                           |
| 372394            | 2009 QW34  | 28 ago 2009 | Socorro           | LINEAR              | —         | MPC                           |
| 372395            | 2009 QH35  | 26 ago 2009 | Wildberg          | R. Apitzsch         | —         | MPC                           |
| 372396            | 2009 QN44  | 27 ago 2009 | Kitt Peak         | Spacewatch          | —         | MPC                           |
| 372397            | 2009 QU44  | 27 ago 2009 | Kitt Peak         | Spacewatch          | —         | MPC                           |
| 372398            | 2009 QS58  | 19 ago 2009 | Kitt Peak         | Spacewatch          | —         | MPC                           |
| 372399            | 2009 QN62  | 29 ago 2009 | Kitt Peak         | Spacewatch          | Phocaea   | MPC                           |
| 372400            | 2009 RM3   | 11 set 2009 | La Sagra          | Mallorca Obs.       | —         | MPC                           |

## 372401–372500
| Designação | Designação | Descoberta  | Descoberta    | Descobridor(es)     | Categoria | Mais informações / Referência |
| Permanente | Provisória | Data        | Local         | Descobridor(es)     | Categoria | Mais informações / Referência |
| ---------- | ---------- | ----------- | ------------- | ------------------- | --------- | ----------------------------- |
| 372401     | 2009 RX9   | 12 set 2009 | Kitt Peak     | Spacewatch          | —         | MPC                           |
| 372402     | 2009 RZ11  | 12 set 2009 | Kitt Peak     | Spacewatch          | —         | MPC                           |
| 372403     | 2009 RN12  | 12 set 2009 | Kitt Peak     | Spacewatch          | —         | MPC                           |
| 372404     | 2009 RP15  | 12 set 2009 | Kitt Peak     | Spacewatch          | —         | MPC                           |
| 372405     | 2009 RB17  | 21 nov 2005 | Kitt Peak     | Spacewatch          | —         | MPC                           |
| 372406     | 2009 RE23  | 31 jul 2009 | Kitt Peak     | Spacewatch          | —         | MPC                           |
| 372407     | 2009 RF33  | 14 set 2009 | Kitt Peak     | Spacewatch          | Phocaea   | MPC                           |
| 372408     | 2009 RD36  | 15 set 2009 | Kitt Peak     | Spacewatch          | —         | MPC                           |
| 372409     | 2009 RW36  | 15 set 2009 | Kitt Peak     | Spacewatch          | —         | MPC                           |
| 372410     | 2009 RD43  | 15 set 2009 | Kitt Peak     | Spacewatch          | —         | MPC                           |
| 372411     | 2009 RE43  | 15 set 2009 | Kitt Peak     | Spacewatch          | —         | MPC                           |
| 372412     | 2009 RP43  | 15 set 2009 | Kitt Peak     | Spacewatch          | —         | MPC                           |
| 372413     | 2009 RK45  | 15 set 2009 | Kitt Peak     | Spacewatch          | —         | MPC                           |
| 372414     | 2009 RZ46  | 25 nov 2005 | Catalina      | CSS                 | Eos       | MPC                           |
| 372415     | 2009 RX47  | 15 set 2009 | Kitt Peak     | Spacewatch          | —         | MPC                           |
| 372416     | 2009 RN49  | 15 set 2009 | Kitt Peak     | Spacewatch          | —         | MPC                           |
| 372417     | 2009 RO49  | 15 set 2009 | Kitt Peak     | Spacewatch          | —         | MPC                           |
| 372418     | 2009 RD51  | 15 set 2009 | Kitt Peak     | Spacewatch          | —         | MPC                           |
| 372419     | 2009 RE60  | 11 set 2009 | Catalina      | CSS                 | —         | MPC                           |
| 372420     | 2009 RW61  | 14 set 2009 | La Sagra      | Mallorca Obs.       | Mitidika  | MPC                           |
| 372421     | 2009 SO1   | 16 set 2009 | Kachina       | J. Hobart           | —         | MPC                           |
| 372422     | 2009 SP16  | 16 set 2009 | Kitt Peak     | Spacewatch          | —         | MPC                           |
| 372423     | 2009 SG25  | 11 abr 2003 | Kitt Peak     | Spacewatch          | Phocaea   | MPC                           |
| 372424     | 2009 SB31  | 16 set 2009 | Kitt Peak     | Spacewatch          | —         | MPC                           |
| 372425     | 2009 SM34  | 16 set 2009 | Kitt Peak     | Spacewatch          | —         | MPC                           |
| 372426     | 2009 SP35  | 16 set 2009 | Kitt Peak     | Spacewatch          | —         | MPC                           |
| 372427     | 2009 ST35  | 16 set 2009 | Kitt Peak     | Spacewatch          | —         | MPC                           |
| 372428     | 2009 ST36  | 16 set 2009 | Kitt Peak     | Spacewatch          | —         | MPC                           |
| 372429     | 2009 SY36  | 16 set 2009 | Kitt Peak     | Spacewatch          | —         | MPC                           |
| 372430     | 2009 SE42  | 16 set 2009 | Kitt Peak     | Spacewatch          | —         | MPC                           |
| 372431     | 2009 SG42  | 16 set 2009 | Kitt Peak     | Spacewatch          | —         | MPC                           |
| 372432     | 2009 SQ46  | 16 set 2009 | Kitt Peak     | Spacewatch          | —         | MPC                           |
| 372433     | 2009 SM48  | 16 set 2009 | Kitt Peak     | Spacewatch          | Eos       | MPC                           |
| 372434     | 2009 SO48  | 16 set 2009 | Kitt Peak     | Spacewatch          | —         | MPC                           |
| 372435     | 2009 SE49  | 17 set 2009 | La Sagra      | Mallorca Obs.       | —         | MPC                           |
| 372436     | 2009 SK53  | 17 set 2009 | Catalina      | CSS                 | —         | MPC                           |
| 372437     | 2009 SX54  | 27 ago 2009 | Kitt Peak     | Spacewatch          | —         | MPC                           |
| 372438     | 2009 SU70  | 11 mar 2007 | Kitt Peak     | Spacewatch          | —         | MPC                           |
| 372439     | 2009 SJ71  | 4 nov 2005  | Mount Lemmon  | Mount Lemmon Survey | —         | MPC                           |
| 372440     | 2009 SY71  | 17 set 2009 | Mount Lemmon  | Mount Lemmon Survey | —         | MPC                           |
| 372441     | 2009 SS72  | 17 set 2009 | Mount Lemmon  | Mount Lemmon Survey | —         | MPC                           |
| 372442     | 2009 SV72  | 17 set 2009 | Mount Lemmon  | Mount Lemmon Survey | —         | MPC                           |
| 372443     | 2009 SV73  | 17 set 2009 | Kitt Peak     | Spacewatch          | —         | MPC                           |
| 372444     | 2009 SL86  | 18 set 2009 | Kitt Peak     | Spacewatch          | —         | MPC                           |
| 372445     | 2009 SJ92  | 18 set 2009 | Mount Lemmon  | Mount Lemmon Survey | —         | MPC                           |
| 372446     | 2009 SS95  | 12 set 2009 | Kitt Peak     | Spacewatch          | —         | MPC                           |
| 372447     | 2009 SC96  | 19 set 2009 | Kitt Peak     | Spacewatch          | —         | MPC                           |
| 372448     | 2009 SV96  | 19 set 2009 | Mount Lemmon  | Mount Lemmon Survey | —         | MPC                           |
| 372449     | 2009 SP100 | 18 set 2009 | Kitt Peak     | Spacewatch          | —         | MPC                           |
| 372450     | 2009 SV104 | 26 set 2009 | Mount Lemmon  | Mount Lemmon Survey | —         | MPC                           |
| 372451     | 2009 SK114 | 18 set 2009 | Kitt Peak     | Spacewatch          | —         | MPC                           |
| 372452     | 2009 SK124 | 18 set 2009 | Kitt Peak     | Spacewatch          | —         | MPC                           |
| 372453     | 2009 SD125 | 18 set 2009 | Kitt Peak     | Spacewatch          | —         | MPC                           |
| 372454     | 2009 SP127 | 18 set 2009 | Kitt Peak     | Spacewatch          | —         | MPC                           |
| 372455     | 2009 SF131 | 18 set 2009 | Kitt Peak     | Spacewatch          | —         | MPC                           |
| 372456     | 2009 SL134 | 18 set 2009 | Kitt Peak     | Spacewatch          | —         | MPC                           |
| 372457     | 2009 SX134 | 18 set 2009 | Kitt Peak     | Spacewatch          | —         | MPC                           |
| 372458     | 2009 SR135 | 18 set 2009 | Kitt Peak     | Spacewatch          | —         | MPC                           |
| 372459     | 2009 SF136 | 18 set 2009 | Kitt Peak     | Spacewatch          | —         | MPC                           |
| 372460     | 2009 SM138 | 18 set 2009 | Kitt Peak     | Spacewatch          | —         | MPC                           |
| 372461     | 2009 SV138 | 18 set 2009 | Mount Lemmon  | Mount Lemmon Survey | —         | MPC                           |
| 372462     | 2009 SH141 | 19 set 2009 | Kitt Peak     | Spacewatch          | —         | MPC                           |
| 372463     | 2009 SE145 | 19 set 2009 | Mount Lemmon  | Mount Lemmon Survey | —         | MPC                           |
| 372464     | 2009 SE147 | 19 set 2009 | Kitt Peak     | Spacewatch          | —         | MPC                           |
| 372465     | 2009 SF154 | 20 set 2009 | Kitt Peak     | Spacewatch          | —         | MPC                           |
| 372466     | 2009 SJ156 | 20 set 2009 | Kitt Peak     | Spacewatch          | —         | MPC                           |
| 372467     | 2009 SH157 | 14 set 2009 | Kitt Peak     | Spacewatch          | —         | MPC                           |
| 372468     | 2009 SX157 | 20 set 2009 | Mount Lemmon  | Mount Lemmon Survey | —         | MPC                           |
| 372469     | 2009 SE160 | 20 set 2009 | Kitt Peak     | Spacewatch          | —         | MPC                           |
| 372470     | 2009 SK170 | 26 set 2009 | Saint-Sulpice | B. Christophe       | —         | MPC                           |
| 372471     | 2009 SL172 | 22 out 2005 | Kitt Peak     | Spacewatch          | —         | MPC                           |
| 372472     | 2009 SX183 | 21 set 2009 | Kitt Peak     | Spacewatch          | —         | MPC                           |
| 372473     | 2009 SB184 | 21 set 2009 | Kitt Peak     | Spacewatch          | —         | MPC                           |
| 372474     | 2009 SW184 | 21 set 2009 | Kitt Peak     | Spacewatch          | —         | MPC                           |
| 372475     | 2009 SK185 | 21 set 2009 | Kitt Peak     | Spacewatch          | —         | MPC                           |
| 372476     | 2009 SN200 | 22 set 2009 | Kitt Peak     | Spacewatch          | —         | MPC                           |
| 372477     | 2009 SH203 | 22 set 2009 | Kitt Peak     | Spacewatch          | —         | MPC                           |
| 372478     | 2009 SC204 | 22 set 2009 | Kitt Peak     | Spacewatch          | —         | MPC                           |
| 372479     | 2009 SD204 | 22 set 2009 | Kitt Peak     | Spacewatch          | Phocaea   | MPC                           |
| 372480     | 2009 SA206 | 22 set 2009 | Kitt Peak     | Spacewatch          | —         | MPC                           |
| 372481     | 2009 SU209 | 23 set 2009 | Kitt Peak     | Spacewatch          | —         | MPC                           |
| 372482     | 2009 SX210 | 23 set 2009 | Kitt Peak     | Spacewatch          | —         | MPC                           |
| 372483     | 2009 SE211 | 23 set 2009 | Kitt Peak     | Spacewatch          | —         | MPC                           |
| 372484     | 2009 SY213 | 23 set 2009 | Kitt Peak     | Spacewatch          | —         | MPC                           |
| 372485     | 2009 SL216 | 24 set 2009 | Kitt Peak     | Spacewatch          | —         | MPC                           |
| 372486     | 2009 SG222 | 16 set 2009 | Kitt Peak     | Spacewatch          | —         | MPC                           |
| 372487     | 2009 SH225 | 25 set 2009 | Mount Lemmon  | Mount Lemmon Survey | —         | MPC                           |
| 372488     | 2009 SC233 | 19 set 2009 | Kitt Peak     | Spacewatch          | —         | MPC                           |
| 372489     | 2009 SF233 | 19 set 2009 | Catalina      | CSS                 | —         | MPC                           |
| 372490     | 2009 SC235 | 18 set 2009 | Catalina      | CSS                 | —         | MPC                           |
| 372491     | 2009 SR240 | 18 set 2009 | Catalina      | CSS                 | Flora     | MPC                           |
| 372492     | 2009 SM241 | 18 set 2009 | Catalina      | CSS                 | Eos       | MPC                           |
| 372493     | 2009 SO243 | 24 set 2009 | La Sagra      | Mallorca Obs.       | —         | MPC                           |
| 372494     | 2009 SO249 | 18 set 2009 | Kitt Peak     | Spacewatch          | —         | MPC                           |
| 372495     | 2009 SW249 | 18 set 2009 | Kitt Peak     | Spacewatch          | —         | MPC                           |
| 372496     | 2009 SM253 | 23 set 2009 | Kitt Peak     | Spacewatch          | —         | MPC                           |
| 372497     | 2009 SW254 | 16 set 2009 | Catalina      | CSS                 | —         | MPC                           |
| 372498     | 2009 SL261 | 26 ago 2009 | Socorro       | LINEAR              | —         | MPC                           |
| 372499     | 2009 SH262 | 15 set 2009 | Kitt Peak     | Spacewatch          | —         | MPC                           |
| 372500     | 2009 SH266 | 26 abr 2003 | Kitt Peak     | Spacewatch          | —         | MPC                           |

## 372501–372600
| Designação         | Designação | Descoberta  | Descoberta      | Descobridor(es)             | Categoria | Mais informações / Referência |
| Permanente         | Provisória | Data        | Local           | Descobridor(es)             | Categoria | Mais informações / Referência |
| ------------------ | ---------- | ----------- | --------------- | --------------------------- | --------- | ----------------------------- |
| 372501             | 2009 SN272 | 24 set 2009 | Kitt Peak       | Spacewatch                  | —         | MPC                           |
| 372502             | 2009 SJ275 | 25 set 2009 | Kitt Peak       | Spacewatch                  | —         | MPC                           |
| 372503             | 2009 SE277 | 25 set 2009 | Kitt Peak       | Spacewatch                  | —         | MPC                           |
| 372504             | 2009 ST277 | 17 set 2009 | Kitt Peak       | Spacewatch                  | —         | MPC                           |
| 372505             | 2009 SR278 | 25 set 2009 | Kitt Peak       | Spacewatch                  | —         | MPC                           |
| 372506             | 2009 SX280 | 25 set 2009 | Kitt Peak       | Spacewatch                  | Meliboea  | MPC                           |
| 372507             | 2009 SO282 | 25 set 2009 | Kitt Peak       | Spacewatch                  | —         | MPC                           |
| 372508             | 2009 SQ283 | 25 set 2009 | Kitt Peak       | Spacewatch                  | —         | MPC                           |
| 372509             | 2009 SZ283 | 25 set 2009 | Kitt Peak       | Spacewatch                  | —         | MPC                           |
| 372510             | 2009 SF284 | 25 set 2009 | Kitt Peak       | Spacewatch                  | —         | MPC                           |
| 372511             | 2009 SU286 | 25 set 2009 | Kitt Peak       | Spacewatch                  | —         | MPC                           |
| 372512             | 2009 SQ287 | 25 set 2009 | Kitt Peak       | Spacewatch                  | —         | MPC                           |
| 372513             | 2009 SG288 | 25 set 2009 | Kitt Peak       | Spacewatch                  | —         | MPC                           |
| 372514             | 2009 SM288 | 25 set 2009 | Kitt Peak       | Spacewatch                  | —         | MPC                           |
| 372515             | 2009 SA297 | 28 set 2009 | Catalina        | CSS                         | —         | MPC                           |
| 372516             | 2009 SH297 | 28 set 2009 | Catalina        | CSS                         | —         | MPC                           |
| 372517             | 2009 SW312 | 18 set 2009 | Catalina        | CSS                         | —         | MPC                           |
| 372518             | 2009 SB316 | 19 set 2009 | Kitt Peak       | Spacewatch                  | —         | MPC                           |
| 372519             | 2009 SS319 | 20 set 2009 | Kitt Peak       | Spacewatch                  | —         | MPC                           |
| 372520             | 2009 SZ326 | 20 set 2009 | Mount Lemmon    | Mount Lemmon Survey         | —         | MPC                           |
| 372521             | 2009 SS337 | 28 set 2009 | Catalina        | CSS                         | —         | MPC                           |
| 372522             | 2009 SF342 | 16 set 2009 | Kitt Peak       | Spacewatch                  | —         | MPC                           |
| 372523             | 2009 SN342 | 16 set 2009 | Mount Lemmon    | Mount Lemmon Survey         | —         | MPC                           |
| 372524             | 2009 SU342 | 17 set 2009 | Kitt Peak       | Spacewatch                  | —         | MPC                           |
| 372525             | 2009 SC344 | 17 set 2009 | Kitt Peak       | Spacewatch                  | —         | MPC                           |
| 372526             | 2009 SN344 | 18 set 2009 | Kitt Peak       | Spacewatch                  | —         | MPC                           |
| 372527             | 2009 SQ352 | 27 set 2009 | Kitt Peak       | Spacewatch                  | Flora     | MPC                           |
| 372528             | 2009 SF357 | 21 set 2009 | Mount Lemmon    | Mount Lemmon Survey         | —         | MPC                           |
| 372529             | 2009 ST358 | 18 set 2009 | Catalina        | CSS                         | —         | MPC                           |
| 372530             | 2009 SY360 | 21 set 2009 | Mount Lemmon    | Mount Lemmon Survey         | —         | MPC                           |
| 372531             | 2009 SN361 | 27 set 2009 | Socorro         | LINEAR                      | —         | MPC                           |
| 372532             | 2009 SO363 | 19 set 2009 | Mount Lemmon    | Mount Lemmon Survey         | —         | MPC                           |
| 372533             | 2009 TZ    | 10 out 2009 | Pla D'Arguines  | R. Ferrando                 | —         | MPC                           |
| 372534             | 2009 TS1   | 8 out 2009  | La Sagra        | Mallorca Obs.               | —         | MPC                           |
| 372535             | 2009 TU1   | 18 set 2009 | Kitt Peak       | Spacewatch                  | —         | MPC                           |
| 372536             | 2009 TR3   | 11 out 2009 | Mount Lemmon    | Mount Lemmon Survey         | —         | MPC                           |
| 372537             | 2009 TN6   | 12 out 2009 | La Sagra        | Mallorca Obs.               | —         | MPC                           |
| 372538             | 2009 TF7   | 13 out 2009 | La Sagra        | Mallorca Obs.               | —         | MPC                           |
| 372539             | 2009 TD9   | 28 set 2009 | Catalina        | CSS                         | —         | MPC                           |
| 372540             | 2009 TN9   | 14 out 2009 | Bisei SG Center | BATTeRS                     | —         | MPC                           |
| 372541             | 2009 TL15  | 14 out 2009 | Catalina        | CSS                         | —         | MPC                           |
| 372542             | 2009 TM15  | 14 out 2009 | Taunus          | S. Karge, R. Kling          | —         | MPC                           |
| 372543             | 2009 TL18  | 19 set 2009 | Kitt Peak       | Spacewatch                  | —         | MPC                           |
| 372544             | 2009 TJ23  | 14 out 2009 | La Sagra        | Mallorca Obs.               | —         | MPC                           |
| 372545             | 2009 TV25  | 6 set 1999  | Kitt Peak       | Spacewatch                  | —         | MPC                           |
| 372546             | 2009 TK26  | 14 out 2009 | La Sagra        | Mallorca Obs.               | —         | MPC                           |
| 372547             | 2009 TK27  | 14 out 2009 | La Sagra        | Mallorca Obs.               | —         | MPC                           |
| 372548             | 2009 TS33  | 25 set 1992 | Kitt Peak       | Spacewatch                  | —         | MPC                           |
| 372549             | 2009 TC34  | 10 out 2009 | La Sagra        | Mallorca Obs.               | —         | MPC                           |
| 372550             | 2009 TA35  | 14 out 2009 | La Sagra        | Mallorca Obs.               | —         | MPC                           |
| 372551             | 2009 TK36  | 14 out 2009 | Purple Mountain | PMO NEO                     | —         | MPC                           |
| 372552             | 2009 TC38  | 14 out 2009 | Catalina        | CSS                         | —         | MPC                           |
| 372553             | 2009 TN44  | 15 out 2009 | Catalina        | CSS                         | —         | MPC                           |
| 372554             | 2009 UY1   | 17 out 2009 | Hibiscus        | N. Teamo                    | —         | MPC                           |
| 372555             | 2009 UJ2   | 27 out 2005 | Catalina        | CSS                         | Phocaea   | MPC                           |
| 372556             | 2009 UG3   | 18 out 2009 | Tiki            | N. Teamo                    | —         | MPC                           |
| 372557             | 2009 UG4   | 17 out 2009 | Bisei SG Center | BATTeRS                     | —         | MPC                           |
| 372558             | 2009 UG5   | 20 out 2009 | Mayhill         | A. Lowe                     | —         | MPC                           |
| 372559             | 2009 UX12  | 17 out 2009 | Mount Lemmon    | Mount Lemmon Survey         | —         | MPC                           |
| 372560             | 2009 UH15  | 28 set 2009 | Mount Lemmon    | Mount Lemmon Survey         | Eos       | MPC                           |
| 372561             | 2009 UM17  | 20 out 2009 | Bisei SG Center | BATTeRS                     | —         | MPC                           |
| 372562             | 2009 UN20  | 25 out 2009 | Tzec Maun       | L. Elenin                   | —         | MPC                           |
| 372563             | 2009 UC33  | 18 out 2009 | Mount Lemmon    | Mount Lemmon Survey         | —         | MPC                           |
| 372564             | 2009 UH36  | 22 out 2009 | Mount Lemmon    | Mount Lemmon Survey         | —         | MPC                           |
| 372565             | 2009 UL39  | 22 out 2009 | Mount Lemmon    | Mount Lemmon Survey         | —         | MPC                           |
| 372566             | 2009 UU39  | 22 out 2009 | Mount Lemmon    | Mount Lemmon Survey         | —         | MPC                           |
| 372567             | 2009 UF46  | 18 out 2009 | Mount Lemmon    | Mount Lemmon Survey         | —         | MPC                           |
| 372568             | 2009 US47  | 18 out 2009 | Kitt Peak       | Spacewatch                  | —         | MPC                           |
| 372569             | 2009 UJ49  | 22 out 2009 | Mount Lemmon    | Mount Lemmon Survey         | —         | MPC                           |
| 372570             | 2009 UF52  | 11 out 2009 | Mount Lemmon    | Mount Lemmon Survey         | —         | MPC                           |
| 372571             | 2009 UH56  | 23 out 2009 | Mount Lemmon    | Mount Lemmon Survey         | —         | MPC                           |
| 372572             | 2009 UK57  | 23 out 2009 | Mount Lemmon    | Mount Lemmon Survey         | —         | MPC                           |
| 372573 Pietromenga | 2009 UW59  | 24 out 2009 | Magasa          | M. Tonincelli, F. Zanardini | —         | MPC                           |
| 372574             | 2009 UR72  | 23 out 2009 | Mount Lemmon    | Mount Lemmon Survey         | —         | MPC                           |
| 372575             | 2009 UC77  | 21 out 2009 | Mount Lemmon    | Mount Lemmon Survey         | —         | MPC                           |
| 372576             | 2009 UG82  | 22 out 2009 | Mount Lemmon    | Mount Lemmon Survey         | —         | MPC                           |
| 372577             | 2009 UP91  | 18 out 2009 | Catalina        | CSS                         | —         | MPC                           |
| 372578 Khromov     | 2009 UB92  | 24 out 2009 | Zelenchukskaya  | T. V. Kryachko              | —         | MPC                           |
| 372579             | 2009 UB95  | 5 jan 2002  | Kitt Peak       | Spacewatch                  | —         | MPC                           |
| 372580             | 2009 UJ96  | 27 dez 2005 | Kitt Peak       | Spacewatch                  | —         | MPC                           |
| 372581             | 2009 UX98  | 17 set 2004 | Kitt Peak       | Spacewatch                  | —         | MPC                           |
| 372582             | 2009 UZ98  | 29 mar 2007 | Kitt Peak       | Spacewatch                  | —         | MPC                           |
| 372583             | 2009 UT99  | 23 out 2009 | Mount Lemmon    | Mount Lemmon Survey         | —         | MPC                           |
| 372584             | 2009 UX99  | 23 out 2009 | Mount Lemmon    | Mount Lemmon Survey         | —         | MPC                           |
| 372585             | 2009 UW101 | 23 out 2009 | Mount Lemmon    | Mount Lemmon Survey         | —         | MPC                           |
| 372586             | 2009 UE104 | 25 out 2009 | Mount Lemmon    | Mount Lemmon Survey         | —         | MPC                           |
| 372587             | 2009 UD109 | 23 out 2009 | Mount Lemmon    | Mount Lemmon Survey         | —         | MPC                           |
| 372588             | 2009 UA112 | 24 out 2009 | Kitt Peak       | Spacewatch                  | —         | MPC                           |
| 372589             | 2009 UN121 | 25 out 2009 | Kitt Peak       | Spacewatch                  | —         | MPC                           |
| 372590             | 2009 UV124 | 16 mar 2002 | Kitt Peak       | Spacewatch                  | —         | MPC                           |
| 372591             | 2009 UP126 | 27 out 2009 | Catalina        | CSS                         | —         | MPC                           |
| 372592             | 2009 UD138 | 26 out 2009 | Kitt Peak       | Spacewatch                  | —         | MPC                           |
| 372593             | 2009 UH138 | 16 out 2009 | Catalina        | CSS                         | —         | MPC                           |
| 372594             | 2009 UJ139 | 27 out 2009 | Mount Lemmon    | Mount Lemmon Survey         | Phocaea   | MPC                           |
| 372595             | 2009 UW139 | 27 out 2009 | La Sagra        | Mallorca Obs.               | —         | MPC                           |
| 372596             | 2009 UP141 | 23 out 2009 | Mount Lemmon    | Mount Lemmon Survey         | —         | MPC                           |
| 372597             | 2009 UN145 | 18 out 2009 | La Sagra        | Mallorca Obs.               | —         | MPC                           |
| 372598             | 2009 UB148 | 18 out 2009 | Mount Lemmon    | Mount Lemmon Survey         | —         | MPC                           |
| 372599             | 2009 UW149 | 26 out 2009 | Mount Lemmon    | Mount Lemmon Survey         | —         | MPC                           |
| 372600             | 2009 UN150 | 18 out 2009 | Mount Lemmon    | Mount Lemmon Survey         | —         | MPC                           |

## 372601–372700
| Designação  | Designação | Descoberta  | Descoberta     | Descobridor(es)     | Categoria | Mais informações / Referência |
| Permanente  | Provisória | Data        | Local          | Descobridor(es)     | Categoria | Mais informações / Referência |
| ----------- | ---------- | ----------- | -------------- | ------------------- | --------- | ----------------------------- |
| 372601      | 2009 VH1   | 9 nov 2009  | Mayhill        | iTelescope Obs.     | —         | MPC                           |
| 372602      | 2009 VX1   | 29 out 2009 | Catalina       | CSS                 | —         | MPC                           |
| 372603      | 2009 VD3   | 10 nov 2009 | Mayhill        | iTelescope Obs.     | —         | MPC                           |
| 372604      | 2009 VD5   | 8 nov 2009  | Kitt Peak      | Spacewatch          | —         | MPC                           |
| 372605      | 2009 VH5   | 8 nov 2009  | Kitt Peak      | Spacewatch          | —         | MPC                           |
| 372606      | 2009 VU7   | 8 nov 2009  | Catalina       | CSS                 | —         | MPC                           |
| 372607      | 2009 VJ9   | 8 nov 2009  | Mount Lemmon   | Mount Lemmon Survey | —         | MPC                           |
| 372608      | 2009 VW10  | 8 nov 2009  | Mount Lemmon   | Mount Lemmon Survey | —         | MPC                           |
| 372609      | 2009 VP17  | 8 nov 2009  | Mount Lemmon   | Mount Lemmon Survey | —         | MPC                           |
| 372610      | 2009 VP18  | 24 out 2009 | Kitt Peak      | Spacewatch          | —         | MPC                           |
| 372611      | 2009 VZ18  | 9 nov 2009  | Kitt Peak      | Spacewatch          | —         | MPC                           |
| 372612      | 2009 VB19  | 9 nov 2009  | Kitt Peak      | Spacewatch          | —         | MPC                           |
| 372613      | 2009 VZ23  | 9 nov 2009  | Mount Lemmon   | Mount Lemmon Survey | —         | MPC                           |
| 372614      | 2009 VA29  | 9 nov 2009  | Kitt Peak      | Spacewatch          | —         | MPC                           |
| 372615      | 2009 VA34  | 10 nov 2009 | Mount Lemmon   | Mount Lemmon Survey | —         | MPC                           |
| 372616      | 2009 VE37  | 19 set 2009 | Mount Lemmon   | Mount Lemmon Survey | —         | MPC                           |
| 372617      | 2009 VW37  | 8 nov 2009  | Mount Lemmon   | Mount Lemmon Survey | —         | MPC                           |
| 372618      | 2009 VG38  | 8 nov 2009  | Mount Lemmon   | Mount Lemmon Survey | —         | MPC                           |
| 372619      | 2009 VM39  | 10 nov 2009 | Mount Lemmon   | Mount Lemmon Survey | —         | MPC                           |
| 372620      | 2009 VK40  | 8 nov 2009  | Catalina       | CSS                 | —         | MPC                           |
| 372621      | 2009 VG41  | 15 abr 2007 | Mount Lemmon   | Mount Lemmon Survey | —         | MPC                           |
| 372622      | 2009 VX42  | 9 nov 2009  | Kitt Peak      | Spacewatch          | —         | MPC                           |
| 372623      | 2009 VM48  | 9 jan 2006  | Kitt Peak      | Spacewatch          | —         | MPC                           |
| 372624      | 2009 VT49  | 2 fev 2006  | Catalina       | CSS                 | Eos       | MPC                           |
| 372625      | 2009 VK50  | 12 nov 2009 | La Sagra       | Mallorca Obs.       | —         | MPC                           |
| 372626 IGEM | 2009 VQ57  | 12 set 2004 | Zelenchukskaya | T. V. Kryachko      | —         | MPC                           |
| 372627      | 2009 VB59  | 8 nov 2009  | Catalina       | CSS                 | —         | MPC                           |
| 372628      | 2009 VX59  | 9 nov 2009  | Catalina       | CSS                 | —         | MPC                           |
| 372629      | 2009 VC62  | 8 nov 2009  | Mount Lemmon   | Mount Lemmon Survey | —         | MPC                           |
| 372630      | 2009 VU68  | 24 set 2000 | Kitt Peak      | Spacewatch          | —         | MPC                           |
| 372631      | 2009 VJ71  | 9 nov 2009  | Mount Lemmon   | Mount Lemmon Survey | —         | MPC                           |
| 372632      | 2009 VU72  | 18 out 2009 | Catalina       | CSS                 | —         | MPC                           |
| 372633      | 2009 VS79  | 10 nov 2009 | Catalina       | CSS                 | —         | MPC                           |
| 372634      | 2009 VV79  | 10 nov 2009 | Catalina       | CSS                 | —         | MPC                           |
| 372635      | 2009 VT81  | 13 mar 2007 | Mount Lemmon   | Mount Lemmon Survey | —         | MPC                           |
| 372636      | 2009 VD89  | 11 nov 2009 | Kitt Peak      | Spacewatch          | —         | MPC                           |
| 372637      | 2009 VU94  | 9 nov 2009  | Kitt Peak      | Spacewatch          | —         | MPC                           |
| 372638      | 2009 VR101 | 14 set 2004 | Anderson Mesa  | LONEOS              | —         | MPC                           |
| 372639      | 2009 VS104 | 8 nov 2009  | Catalina       | CSS                 | —         | MPC                           |
| 372640      | 2009 VL108 | 8 nov 2009  | Catalina       | CSS                 | —         | MPC                           |
| 372641      | 2009 WD10  | 19 nov 2009 | Socorro        | LINEAR              | —         | MPC                           |
| 372642      | 2009 WM18  | 17 nov 2009 | Mount Lemmon   | Mount Lemmon Survey | —         | MPC                           |
| 372643      | 2009 WU20  | 17 nov 2009 | Catalina       | CSS                 | —         | MPC                           |
| 372644      | 2009 WA24  | 17 nov 2009 | Socorro        | LINEAR              | —         | MPC                           |
| 372645      | 2009 WB24  | 18 nov 2009 | Socorro        | LINEAR              | —         | MPC                           |
| 372646      | 2009 WM26  | 22 nov 2009 | Sandlot        | G. Hug              | —         | MPC                           |
| 372647      | 2009 WH27  | 16 nov 2009 | Kitt Peak      | Spacewatch          | —         | MPC                           |
| 372648      | 2009 WU28  | 16 nov 2009 | Kitt Peak      | Spacewatch          | —         | MPC                           |
| 372649      | 2009 WZ30  | 30 nov 2005 | Kitt Peak      | Spacewatch          | —         | MPC                           |
| 372650      | 2009 WE32  | 16 nov 2009 | Kitt Peak      | Spacewatch          | —         | MPC                           |
| 372651      | 2009 WV37  | 17 nov 2009 | Kitt Peak      | Spacewatch          | —         | MPC                           |
| 372652      | 2009 WF38  | 8 nov 2009  | Mount Lemmon   | Mount Lemmon Survey | —         | MPC                           |
| 372653      | 2009 WB42  | 17 nov 2009 | Kitt Peak      | Spacewatch          | —         | MPC                           |
| 372654      | 2009 WQ45  | 18 nov 2009 | Kitt Peak      | Spacewatch          | Eos       | MPC                           |
| 372655      | 2009 WU51  | 22 nov 2009 | Mount Lemmon   | Mount Lemmon Survey | —         | MPC                           |
| 372656      | 2009 WE52  | 16 nov 2009 | Auberry        | Sierra Remote Obs.  | —         | MPC                           |
| 372657      | 2009 WS53  | 16 nov 2009 | Socorro        | LINEAR              | —         | MPC                           |
| 372658      | 2009 WR55  | 16 nov 2009 | Kitt Peak      | Spacewatch          | —         | MPC                           |
| 372659      | 2009 WL70  | 25 out 2009 | Kitt Peak      | Spacewatch          | —         | MPC                           |
| 372660      | 2009 WJ72  | 18 nov 2009 | Kitt Peak      | Spacewatch          | —         | MPC                           |
| 372661      | 2009 WD74  | 18 nov 2009 | Kitt Peak      | Spacewatch          | —         | MPC                           |
| 372662      | 2009 WS74  | 18 nov 2009 | Kitt Peak      | Spacewatch          | —         | MPC                           |
| 372663      | 2009 WN79  | 18 nov 2009 | Kitt Peak      | Spacewatch          | —         | MPC                           |
| 372664      | 2009 WU79  | 18 nov 2009 | Kitt Peak      | Spacewatch          | Brangane  | MPC                           |
| 372665      | 2009 WY82  | 11 nov 2009 | Kitt Peak      | Spacewatch          | —         | MPC                           |
| 372666      | 2009 WD89  | 18 set 2009 | Mount Lemmon   | Mount Lemmon Survey | —         | MPC                           |
| 372667      | 2009 WU90  | 19 nov 2009 | Kitt Peak      | Spacewatch          | —         | MPC                           |
| 372668      | 2009 WW95  | 7 dez 2005  | Kitt Peak      | Spacewatch          | —         | MPC                           |
| 372669      | 2009 WW97  | 23 jan 2006 | Kitt Peak      | Spacewatch          | —         | MPC                           |
| 372670      | 2009 WF98  | 21 nov 2009 | Kitt Peak      | Spacewatch          | —         | MPC                           |
| 372671      | 2009 WP109 | 17 nov 2009 | Mount Lemmon   | Mount Lemmon Survey | —         | MPC                           |
| 372672      | 2009 WX111 | 12 out 2009 | Mount Lemmon   | Mount Lemmon Survey | Maria     | MPC                           |
| 372673      | 2009 WS116 | 27 out 2009 | Kitt Peak      | Spacewatch          | —         | MPC                           |
| 372674      | 2009 WY118 | 20 nov 2009 | Kitt Peak      | Spacewatch          | —         | MPC                           |
| 372675      | 2009 WS122 | 20 nov 2009 | Kitt Peak      | Spacewatch          | —         | MPC                           |
| 372676      | 2009 WH124 | 20 nov 2009 | Kitt Peak      | Spacewatch          | —         | MPC                           |
| 372677      | 2009 WR127 | 20 nov 2009 | Kitt Peak      | Spacewatch          | —         | MPC                           |
| 372678      | 2009 WR133 | 7 set 2004  | Kitt Peak      | Spacewatch          | —         | MPC                           |
| 372679      | 2009 WW134 | 22 nov 2009 | Mount Lemmon   | Mount Lemmon Survey | —         | MPC                           |
| 372680      | 2009 WT139 | 15 set 2009 | Kitt Peak      | Spacewatch          | —         | MPC                           |
| 372681      | 2009 WD145 | 19 nov 2009 | Mount Lemmon   | Mount Lemmon Survey | —         | MPC                           |
| 372682      | 2009 WK155 | 19 nov 2009 | La Sagra       | Mallorca Obs.       | —         | MPC                           |
| 372683      | 2009 WT161 | 10 nov 2009 | Kitt Peak      | Spacewatch          | —         | MPC                           |
| 372684      | 2009 WW165 | 21 nov 2009 | Kitt Peak      | Spacewatch          | —         | MPC                           |
| 372685      | 2009 WT167 | 22 nov 2009 | Kitt Peak      | Spacewatch          | —         | MPC                           |
| 372686      | 2009 WL171 | 22 nov 2009 | Mount Lemmon   | Mount Lemmon Survey | —         | MPC                           |
| 372687      | 2009 WN175 | 23 nov 2009 | Kitt Peak      | Spacewatch          | —         | MPC                           |
| 372688      | 2009 WU176 | 23 nov 2009 | Kitt Peak      | Spacewatch          | —         | MPC                           |
| 372689      | 2009 WB177 | 2 nov 2000  | Kitt Peak      | Spacewatch          | —         | MPC                           |
| 372690      | 2009 WX186 | 9 nov 2009  | Kitt Peak      | Spacewatch          | —         | MPC                           |
| 372691      | 2009 WT188 | 24 nov 2009 | Mount Lemmon   | Mount Lemmon Survey | Maria     | MPC                           |
| 372692      | 2009 WC195 | 24 nov 2009 | La Sagra       | Mallorca Obs.       | —         | MPC                           |
| 372693      | 2009 WL197 | 25 nov 2009 | Mount Lemmon   | Mount Lemmon Survey | —         | MPC                           |
| 372694      | 2009 WL206 | 18 abr 2007 | Mount Lemmon   | Mount Lemmon Survey | —         | MPC                           |
| 372695      | 2009 WR207 | 17 nov 2009 | Kitt Peak      | Spacewatch          | —         | MPC                           |
| 372696      | 2009 WM209 | 17 nov 2009 | Kitt Peak      | Spacewatch          | —         | MPC                           |
| 372697      | 2009 WH211 | 18 nov 2009 | Kitt Peak      | Spacewatch          | —         | MPC                           |
| 372698      | 2009 WZ224 | 16 nov 2009 | Kitt Peak      | Spacewatch          | Brangane  | MPC                           |
| 372699      | 2009 WJ226 | 22 set 1995 | Kitt Peak      | Spacewatch          | —         | MPC                           |
| 372700      | 2009 WQ230 | 7 out 2004  | Kitt Peak      | Spacewatch          | —         | MPC                           |

## 372701–372800
| Designação | Designação | Descoberta  | Descoberta       | Descobridor(es)     | Categoria | Mais informações / Referência |
| Permanente | Provisória | Data        | Local            | Descobridor(es)     | Categoria | Mais informações / Referência |
| ---------- | ---------- | ----------- | ---------------- | ------------------- | --------- | ----------------------------- |
| 372701     | 2009 WV230 | 17 nov 2009 | Mount Lemmon     | Mount Lemmon Survey | —         | MPC                           |
| 372702     | 2009 WJ237 | 17 nov 2009 | Kitt Peak        | Spacewatch          | —         | MPC                           |
| 372703     | 2009 WE248 | 20 set 2009 | Mount Lemmon     | Mount Lemmon Survey | Eos       | MPC                           |
| 372704     | 2009 WL249 | 25 nov 2009 | Kitt Peak        | Spacewatch          | —         | MPC                           |
| 372705     | 2009 WX249 | 19 nov 2009 | Kitt Peak        | Spacewatch          | —         | MPC                           |
| 372706     | 2009 WT250 | 24 nov 2009 | La Sagra         | Mallorca Obs.       | —         | MPC                           |
| 372707     | 2009 WM256 | 24 nov 2009 | Kitt Peak        | Spacewatch          | Themis    | MPC                           |
| 372708     | 2009 WY258 | 21 out 2008 | Mount Lemmon     | Mount Lemmon Survey | —         | MPC                           |
| 372709     | 2009 WZ259 | 17 nov 2009 | Kitt Peak        | Spacewatch          | —         | MPC                           |
| 372710     | 2009 WF260 | 21 nov 2009 | Mount Lemmon     | Mount Lemmon Survey | —         | MPC                           |
| 372711     | 2009 WQ260 | 20 nov 2009 | Kitt Peak        | Spacewatch          | —         | MPC                           |
| 372712     | 2009 XG2   | 11 dez 2009 | Mayhill          | iTelescope Obs.     | —         | MPC                           |
| 372713     | 2009 XJ7   | 10 dez 2009 | Socorro          | LINEAR              | —         | MPC                           |
| 372714     | 2009 XT10  | 10 dez 2009 | Mount Lemmon     | Mount Lemmon Survey | —         | MPC                           |
| 372715     | 2009 XR11  | 11 dez 2009 | Mount Lemmon     | Mount Lemmon Survey | —         | MPC                           |
| 372716     | 2009 XS12  | 11 dez 2009 | Catalina         | CSS                 | —         | MPC                           |
| 372717     | 2009 XX16  | 15 dez 2009 | Mount Lemmon     | Mount Lemmon Survey | —         | MPC                           |
| 372718     | 2009 XD19  | 15 dez 2009 | Mount Lemmon     | Mount Lemmon Survey | —         | MPC                           |
| 372719     | 2009 XK19  | 15 dez 2009 | Mount Lemmon     | Mount Lemmon Survey | —         | MPC                           |
| 372720     | 2009 XU20  | 15 dez 2009 | Bergisch Gladbac | W. Bickel           | —         | MPC                           |
| 372721     | 2009 XD21  | 3 set 2004  | Siding Spring    | SSS                 | —         | MPC                           |
| 372722     | 2009 XN21  | 10 dez 2009 | Mount Lemmon     | Mount Lemmon Survey | Brangane  | MPC                           |
| 372723     | 2009 XY22  | 15 dez 2009 | Mount Lemmon     | Mount Lemmon Survey | —         | MPC                           |
| 372724     | 2009 YA4   | 17 dez 2009 | Mount Lemmon     | Mount Lemmon Survey | Brangane  | MPC                           |
| 372725     | 2009 YJ4   | 17 dez 2009 | Mount Lemmon     | Mount Lemmon Survey | —         | MPC                           |
| 372726     | 2009 YL4   | 17 dez 2009 | Mount Lemmon     | Mount Lemmon Survey | —         | MPC                           |
| 372727     | 2009 YH6   | 25 nov 2009 | Mount Lemmon     | Mount Lemmon Survey | —         | MPC                           |
| 372728     | 2009 YV9   | 17 dez 2009 | Mount Lemmon     | Mount Lemmon Survey | Brangane  | MPC                           |
| 372729     | 2009 YO11  | 18 dez 2009 | Mount Lemmon     | Mount Lemmon Survey | —         | MPC                           |
| 372730     | 2009 YM17  | 10 dez 2009 | Mount Lemmon     | Mount Lemmon Survey | —         | MPC                           |
| 372731     | 2009 YX19  | 25 dez 2009 | Kitt Peak        | Spacewatch          | —         | MPC                           |
| 372732     | 2009 YD20  | 26 dez 2009 | Kitt Peak        | Spacewatch          | —         | MPC                           |
| 372733     | 2009 YP20  | 27 dez 2009 | Kitt Peak        | Spacewatch          | —         | MPC                           |
| 372734     | 2009 YE21  | 27 dez 2009 | Kitt Peak        | Spacewatch          | —         | MPC                           |
| 372735     | 2010 AG17  | 5 set 2008  | Kitt Peak        | Spacewatch          | —         | MPC                           |
| 372736     | 2010 AD23  | 6 jan 2010  | Kitt Peak        | Spacewatch          | —         | MPC                           |
| 372737     | 2010 AR25  | 6 jan 2010  | Kitt Peak        | Spacewatch          | —         | MPC                           |
| 372738     | 2010 AT47  | 8 jan 2010  | Kitt Peak        | Spacewatch          | —         | MPC                           |
| 372739     | 2010 AV48  | 8 jan 2010  | Kitt Peak        | Spacewatch          | —         | MPC                           |
| 372740     | 2010 AH49  | 8 jan 2010  | Kitt Peak        | Spacewatch          | —         | MPC                           |
| 372741     | 2010 AP49  | 8 jan 2010  | Kitt Peak        | Spacewatch          | —         | MPC                           |
| 372742     | 2010 AF55  | 8 jan 2010  | Kitt Peak        | Spacewatch          | Brangane  | MPC                           |
| 372743     | 2010 AG60  | 10 out 2008 | Mount Lemmon     | Mount Lemmon Survey | —         | MPC                           |
| 372744     | 2010 AQ61  | 15 jan 2010 | Mayhill          | iTelescope Obs.     | —         | MPC                           |
| 372745     | 2010 AH64  | 10 jan 2010 | Kitt Peak        | Spacewatch          | Brangane  | MPC                           |
| 372746     | 2010 AJ67  | 12 jan 2010 | Kitt Peak        | Spacewatch          | —         | MPC                           |
| 372747     | 2010 AT67  | 4 nov 1991  | Kitt Peak        | Spacewatch          | —         | MPC                           |
| 372748     | 2010 AV69  | 12 jan 2010 | Mount Lemmon     | Mount Lemmon Survey | —         | MPC                           |
| 372749     | 2010 AG80  | 13 jan 2010 | Mount Lemmon     | Mount Lemmon Survey | —         | MPC                           |
| 372750     | 2010 BT    | 17 jan 2010 | Bisei SG Center  | BATTeRS             | —         | MPC                           |
| 372751     | 2010 BZ2   | 19 jan 2010 | Črni Vrh         | Črni Vrh            | —         | MPC                           |
| 372752     | 2010 BV14  | 5 mai 2000  | Kitt Peak        | Spacewatch          | —         | MPC                           |
| 372753     | 2010 CY1   | 5 fev 2010  | Catalina         | CSS                 | —         | MPC                           |
| 372754     | 2010 CJ2   | 5 fev 2010  | Kitt Peak        | Spacewatch          | —         | MPC                           |
| 372755     | 2010 CC13  | 9 fev 2010  | WISE             | WISE                | —         | MPC                           |
| 372756     | 2010 CR15  | 20 set 2009 | Catalina         | CSS                 | —         | MPC                           |
| 372757     | 2010 CT21  | 9 fev 2010  | Mount Lemmon     | Mount Lemmon Survey | —         | MPC                           |
| 372758     | 2010 CD27  | 9 fev 2010  | Mount Lemmon     | Mount Lemmon Survey | Brangane  | MPC                           |
| 372759     | 2010 CH28  | 9 fev 2010  | Catalina         | CSS                 | —         | MPC                           |
| 372760     | 2010 CJ29  | 9 fev 2010  | Kitt Peak        | Spacewatch          | —         | MPC                           |
| 372761     | 2010 CV69  | 13 fev 2010 | Mount Lemmon     | Mount Lemmon Survey | —         | MPC                           |
| 372762     | 2010 CQ70  | 13 fev 2010 | Mount Lemmon     | Mount Lemmon Survey | —         | MPC                           |
| 372763     | 2010 CP92  | 15 jan 2004 | Kitt Peak        | Spacewatch          | —         | MPC                           |
| 372764     | 2010 CW107 | 14 fev 2010 | Catalina         | CSS                 | —         | MPC                           |
| 372765     | 2010 CV120 | 15 fev 2010 | Catalina         | CSS                 | —         | MPC                           |
| 372766     | 2010 CD138 | 20 out 2008 | Mount Lemmon     | Mount Lemmon Survey | —         | MPC                           |
| 372767     | 2010 CB141 | 15 fev 2010 | Socorro          | LINEAR              | —         | MPC                           |
| 372768     | 2010 CR142 | 19 dez 2003 | Kitt Peak        | Spacewatch          | —         | MPC                           |
| 372769     | 2010 CY159 | 15 fev 2010 | Kitt Peak        | Spacewatch          | —         | MPC                           |
| 372770     | 2010 CF160 | 9 fev 2010  | Catalina         | CSS                 | —         | MPC                           |
| 372771     | 2010 CM160 | 13 fev 2010 | Catalina         | CSS                 | —         | MPC                           |
| 372772     | 2010 CY169 | 10 fev 2010 | Kitt Peak        | Spacewatch          | —         | MPC                           |
| 372773     | 2010 DG6   | 16 fev 2010 | Kitt Peak        | Spacewatch          | Ursula    | MPC                           |
| 372774     | 2010 DO20  | 18 fev 2010 | Siding Spring    | SSS                 | —         | MPC                           |
| 372775     | 2010 DR35  | 10 out 2008 | Mount Lemmon     | Mount Lemmon Survey | Ursula    | MPC                           |
| 372776     | 2010 DH43  | 17 fev 2010 | Kitt Peak        | Spacewatch          | —         | MPC                           |
| 372777     | 2010 DN44  | 17 fev 2010 | Kitt Peak        | Spacewatch          | —         | MPC                           |
| 372778     | 2010 DS60  | 10 jan 2006 | Kitt Peak        | Spacewatch          | —         | MPC                           |
| 372779     | 2010 EX140 | 17 mar 2005 | Kitt Peak        | Spacewatch          | —         | MPC                           |
| 372780     | 2010 FP6   | 16 mar 2010 | Dauban           | F. Kugel            | —         | MPC                           |
| 372781     | 2010 FC34  | 15 out 2009 | Mount Lemmon     | Mount Lemmon Survey | —         | MPC                           |
| 372782     | 2010 FQ43  | 21 mar 2010 | WISE             | WISE                | —         | MPC                           |
| 372783     | 2010 GC41  | 7 abr 2010  | WISE             | WISE                | —         | MPC                           |
| 372784     | 2010 GS173 | 6 abr 2005  | Mount Lemmon     | Mount Lemmon Survey | —         | MPC                           |
| 372785     | 2010 JL34  | 7 mai 2010  | Nogales          | Tenagra II Obs.     | Juno      | MPC                           |
| 372786     | 2010 NA114 | 4 dez 2007  | Mount Lemmon     | Mount Lemmon Survey | —         | MPC                           |
| 372787     | 2010 OK61  | 12 nov 2007 | Mount Lemmon     | Mount Lemmon Survey | —         | MPC                           |
| 372788     | 2010 OR125 | 13 fev 2008 | Mount Lemmon     | Mount Lemmon Survey | —         | MPC                           |
| 372789     | 2010 PK26  | 30 jan 2006 | Kitt Peak        | Spacewatch          | —         | MPC                           |
| 372790     | 2010 PQ26  | 11 nov 2007 | Mount Lemmon     | Mount Lemmon Survey | —         | MPC                           |
| 372791     | 2010 RT51  | 19 abr 2006 | Mount Lemmon     | Mount Lemmon Survey | —         | MPC                           |
| 372792     | 2010 RR60  | 1 fev 2005  | Kitt Peak        | Spacewatch          | —         | MPC                           |
| 372793     | 2010 RA62  | 6 set 2010  | Kitt Peak        | Spacewatch          | —         | MPC                           |
| 372794     | 2010 RG107 | 19 abr 2006 | Mount Lemmon     | Mount Lemmon Survey | —         | MPC                           |
| 372795     | 2010 RS107 | 10 set 2010 | Kitt Peak        | Spacewatch          | —         | MPC                           |
| 372796     | 2010 RT113 | 11 set 2010 | Kitt Peak        | Spacewatch          | —         | MPC                           |
| 372797     | 2010 RW141 | 8 nov 2007  | Kitt Peak        | Spacewatch          | —         | MPC                           |
| 372798     | 2010 RH154 | 15 set 2010 | Kitt Peak        | Spacewatch          | —         | MPC                           |
| 372799     | 2010 RO173 | 20 nov 2000 | Socorro          | LINEAR              | —         | MPC                           |
| 372800     | 2010 ST8   | 17 set 2010 | Kitt Peak        | Spacewatch          | —         | MPC                           |

## 372801–372900
| Designação | Designação | Descoberta  | Descoberta    | Descobridor(es)     | Categoria | Mais informações / Referência |
| Permanente | Provisória | Data        | Local         | Descobridor(es)     | Categoria | Mais informações / Referência |
| ---------- | ---------- | ----------- | ------------- | ------------------- | --------- | ----------------------------- |
| 372801     | 2010 SY8   | 1 set 2010  | Mount Lemmon  | Mount Lemmon Survey | —         | MPC                           |
| 372802     | 2010 SA19  | 11 mai 2002 | Socorro       | LINEAR              | —         | MPC                           |
| 372803     | 2010 ST28  | 15 dez 2007 | Kitt Peak     | Spacewatch          | —         | MPC                           |
| 372804     | 2010 SH41  | 2 abr 2005  | Kitt Peak     | Spacewatch          | —         | MPC                           |
| 372805     | 2010 TE7   | 15 set 2007 | Mount Lemmon  | Mount Lemmon Survey | —         | MPC                           |
| 372806     | 2010 TB38  | 28 out 1994 | Kitt Peak     | Spacewatch          | —         | MPC                           |
| 372807     | 2010 TP40  | 1 abr 2009  | Mount Lemmon  | Mount Lemmon Survey | —         | MPC                           |
| 372808     | 2010 TP43  | 31 out 2007 | Kitt Peak     | Spacewatch          | —         | MPC                           |
| 372809     | 2010 TW56  | 3 out 2010  | Kitt Peak     | Spacewatch          | —         | MPC                           |
| 372810     | 2010 TO64  | 16 set 2010 | Kitt Peak     | Spacewatch          | —         | MPC                           |
| 372811     | 2010 TS85  | 30 out 2000 | Kitt Peak     | Spacewatch          | —         | MPC                           |
| 372812     | 2010 TA113 | 22 set 2003 | Kitt Peak     | Spacewatch          | —         | MPC                           |
| 372813     | 2010 TX116 | 9 out 1994  | Kitt Peak     | Spacewatch          | —         | MPC                           |
| 372814     | 2010 TW124 | 11 set 2010 | Kitt Peak     | Spacewatch          | —         | MPC                           |
| 372815     | 2010 TL138 | 16 set 2010 | Mount Lemmon  | Mount Lemmon Survey | —         | MPC                           |
| 372816     | 2010 TG151 | 8 out 2010  | Socorro       | LINEAR              | —         | MPC                           |
| 372817     | 2010 TQ161 | 7 out 2010  | Kitt Peak     | Spacewatch          | —         | MPC                           |
| 372818     | 2010 US13  | 17 out 2010 | Mount Lemmon  | Mount Lemmon Survey | —         | MPC                           |
| 372819     | 2010 UF16  | 9 mar 2005  | Mount Lemmon  | Mount Lemmon Survey | —         | MPC                           |
| 372820     | 2010 UT16  | 27 out 2003 | Kitt Peak     | Spacewatch          | —         | MPC                           |
| 372821     | 2010 UE25  | 27 nov 2000 | Kitt Peak     | Spacewatch          | —         | MPC                           |
| 372822     | 2010 UF26  | 17 dez 2007 | Mount Lemmon  | Mount Lemmon Survey | —         | MPC                           |
| 372823     | 2010 UZ32  | 19 dez 2007 | Mount Lemmon  | Mount Lemmon Survey | —         | MPC                           |
| 372824     | 2010 UB35  | 30 dez 2007 | Kitt Peak     | Spacewatch          | —         | MPC                           |
| 372825     | 2010 UG41  | 30 out 2010 | Kitt Peak     | Spacewatch          | —         | MPC                           |
| 372826     | 2010 UU45  | 16 set 2010 | Mount Lemmon  | Mount Lemmon Survey | —         | MPC                           |
| 372827     | 2010 UH54  | 29 out 2010 | Kitt Peak     | Spacewatch          | —         | MPC                           |
| 372828     | 2010 UJ57  | 11 nov 2007 | Mount Lemmon  | Mount Lemmon Survey | —         | MPC                           |
| 372829     | 2010 UQ57  | 7 fev 2008  | Kitt Peak     | Spacewatch          | —         | MPC                           |
| 372830     | 2010 UL60  | 21 out 2003 | Socorro       | LINEAR              | —         | MPC                           |
| 372831     | 2010 UR64  | 29 mai 2009 | Siding Spring | SSS                 | —         | MPC                           |
| 372832     | 2010 UJ70  | 19 out 2010 | Mount Lemmon  | Mount Lemmon Survey | —         | MPC                           |
| 372833     | 2010 UE73  | 20 out 2003 | Socorro       | LINEAR              | —         | MPC                           |
| 372834     | 2010 UU76  | 19 out 2006 | Catalina      | CSS                 | —         | MPC                           |
| 372835     | 2010 UA80  | 19 dez 2007 | Mount Lemmon  | Mount Lemmon Survey | —         | MPC                           |
| 372836     | 2010 VT14  | 20 set 2003 | Anderson Mesa | LONEOS              | —         | MPC                           |
| 372837     | 2010 VQ22  | 1 nov 2010  | Kitt Peak     | Spacewatch          | —         | MPC                           |
| 372838     | 2010 VG32  | 19 dez 2004 | Mount Lemmon  | Mount Lemmon Survey | —         | MPC                           |
| 372839     | 2010 VH47  | 17 out 2006 | Kitt Peak     | Spacewatch          | —         | MPC                           |
| 372840     | 2010 VA61  | 24 ago 2000 | Socorro       | LINEAR              | —         | MPC                           |
| 372841     | 2010 VZ61  | 29 set 2003 | Kitt Peak     | Spacewatch          | —         | MPC                           |
| 372842     | 2010 VE86  | 16 nov 1995 | Kitt Peak     | Spacewatch          | —         | MPC                           |
| 372843     | 2010 VM91  | 15 jan 2008 | Mount Lemmon  | Mount Lemmon Survey | —         | MPC                           |
| 372844     | 2010 VZ91  | 15 set 2006 | Kitt Peak     | Spacewatch          | Mitidika  | MPC                           |
| 372845     | 2010 VK92  | 24 mar 2006 | Mount Lemmon  | Mount Lemmon Survey | —         | MPC                           |
| 372846     | 2010 VN99  | 24 set 2000 | Socorro       | LINEAR              | —         | MPC                           |
| 372847     | 2010 VK101 | 8 mar 2008  | Mount Lemmon  | Mount Lemmon Survey | Mitidika  | MPC                           |
| 372848     | 2010 VR112 | 12 jan 2008 | Kitt Peak     | Spacewatch          | —         | MPC                           |
| 372849     | 2010 VN128 | 1 out 2003  | Kitt Peak     | Spacewatch          | —         | MPC                           |
| 372850     | 2010 VA130 | 24 set 2000 | Socorro       | LINEAR              | —         | MPC                           |
| 372851     | 2010 VW135 | 18 set 2006 | Catalina      | CSS                 | —         | MPC                           |
| 372852     | 2010 VN148 | 13 nov 2007 | Mount Lemmon  | Mount Lemmon Survey | —         | MPC                           |
| 372853     | 2010 VK150 | 16 ago 2006 | Siding Spring | SSS                 | —         | MPC                           |
| 372854     | 2010 VZ159 | 18 ago 2006 | Kitt Peak     | Spacewatch          | —         | MPC                           |
| 372855     | 2010 VX160 | 28 mai 2009 | Siding Spring | SSS                 | —         | MPC                           |
| 372856     | 2010 VK162 | 6 mai 2005  | Mount Lemmon  | Mount Lemmon Survey | —         | MPC                           |
| 372857     | 2010 VZ163 | 4 dez 2007  | Mount Lemmon  | Mount Lemmon Survey | —         | MPC                           |
| 372858     | 2010 VB171 | 7 abr 2006  | Kitt Peak     | Spacewatch          | —         | MPC                           |
| 372859     | 2010 VG173 | 23 mai 2006 | Mount Lemmon  | Mount Lemmon Survey | —         | MPC                           |
| 372860     | 2010 VJ173 | 18 jan 2008 | Mount Lemmon  | Mount Lemmon Survey | —         | MPC                           |
| 372861     | 2010 VE182 | 5 nov 2010  | Kitt Peak     | Spacewatch          | —         | MPC                           |
| 372862     | 2010 VX196 | 14 dez 2003 | Kitt Peak     | Spacewatch          | —         | MPC                           |
| 372863     | 2010 VB197 | 16 set 2003 | Kitt Peak     | Spacewatch          | —         | MPC                           |
| 372864     | 2010 VR213 | 1 out 2003  | Kitt Peak     | Spacewatch          | —         | MPC                           |
| 372865     | 2010 VG216 | 11 nov 2007 | Mount Lemmon  | Mount Lemmon Survey | —         | MPC                           |
| 372866     | 2010 VP216 | 27 ago 2006 | Kitt Peak     | Spacewatch          | —         | MPC                           |
| 372867     | 2010 VO217 | 18 nov 2003 | Kitt Peak     | Spacewatch          | —         | MPC                           |
| 372868     | 2010 VA218 | 9 fev 2005  | Mount Lemmon  | Mount Lemmon Survey | —         | MPC                           |
| 372869     | 2010 WG22  | 2 out 2006  | Mount Lemmon  | Mount Lemmon Survey | —         | MPC                           |
| 372870     | 2010 WZ27  | 10 nov 2010 | Kitt Peak     | Spacewatch          | —         | MPC                           |
| 372871     | 2010 WJ28  | 18 dez 2003 | Socorro       | LINEAR              | —         | MPC                           |
| 372872     | 2010 WA40  | 1 nov 2000  | Socorro       | LINEAR              | —         | MPC                           |
| 372873     | 2010 WZ43  | 21 out 2003 | Kitt Peak     | Spacewatch          | —         | MPC                           |
| 372874     | 2010 WB52  | 19 nov 2003 | Kitt Peak     | Spacewatch          | —         | MPC                           |
| 372875     | 2010 WC52  | 14 jan 2008 | Kitt Peak     | Spacewatch          | —         | MPC                           |
| 372876     | 2010 WG60  | 25 jul 2003 | Socorro       | LINEAR              | —         | MPC                           |
| 372877     | 2010 WS61  | 15 jan 2008 | Mount Lemmon  | Mount Lemmon Survey | —         | MPC                           |
| 372878     | 2010 XY2   | 1 dez 2010  | Mount Lemmon  | Mount Lemmon Survey | —         | MPC                           |
| 372879     | 2010 XZ2   | 16 set 2006 | Catalina      | CSS                 | —         | MPC                           |
| 372880     | 2010 XO66  | 17 jan 2007 | Kitt Peak     | Spacewatch          | —         | MPC                           |
| 372881     | 2010 XF68  | 2 fev 2008  | Mount Lemmon  | Mount Lemmon Survey | —         | MPC                           |
| 372882     | 2010 XT83  | 23 out 2006 | Catalina      | CSS                 | —         | MPC                           |
| 372883     | 2010 XZ83  | 11 jan 2008 | Mount Lemmon  | Mount Lemmon Survey | —         | MPC                           |
| 372884     | 2010 XD84  | 9 out 1999  | Kitt Peak     | Spacewatch          | —         | MPC                           |
| 372885     | 2010 XZ84  | 13 jan 2008 | Mount Lemmon  | Mount Lemmon Survey | —         | MPC                           |
| 372886     | 2010 XL85  | 17 set 2003 | Kitt Peak     | Spacewatch          | —         | MPC                           |
| 372887     | 2010 YM    | 13 out 2006 | Kitt Peak     | Spacewatch          | —         | MPC                           |
| 372888     | 2010 YC3   | 28 fev 2000 | Socorro       | LINEAR              | —         | MPC                           |
| 372889     | 2011 AC9   | 14 dez 2010 | Mount Lemmon  | Mount Lemmon Survey | —         | MPC                           |
| 372890     | 2011 AD13  | 4 mar 2006  | Catalina      | CSS                 | —         | MPC                           |
| 372891     | 2011 AS15  | 18 set 2009 | Mount Lemmon  | Mount Lemmon Survey | —         | MPC                           |
| 372892     | 2011 AO21  | 24 out 2005 | Kitt Peak     | Spacewatch          | —         | MPC                           |
| 372893     | 2011 AP23  | 27 dez 2006 | Mount Lemmon  | Mount Lemmon Survey | —         | MPC                           |
| 372894     | 2011 AD26  | 21 jul 2006 | Mount Lemmon  | Mount Lemmon Survey | —         | MPC                           |
| 372895     | 2011 AE26  | 10 jan 2007 | Kitt Peak     | Spacewatch          | —         | MPC                           |
| 372896     | 2011 AL31  | 9 mar 2003  | Kitt Peak     | Spacewatch          | —         | MPC                           |
| 372897     | 2011 AJ32  | 13 mar 2003 | Kitt Peak     | Spacewatch          | —         | MPC                           |
| 372898     | 2011 AW33  | 4 nov 2005  | Kitt Peak     | Spacewatch          | —         | MPC                           |
| 372899     | 2011 AD34  | 15 set 2009 | Mount Lemmon  | Mount Lemmon Survey | —         | MPC                           |
| 372900     | 2011 AK38  | 11 nov 2005 | Kitt Peak     | Spacewatch          | —         | MPC                           |

## 372901–373000
| Designação | Designação | Descoberta  | Descoberta    | Descobridor(es)     | Categoria | Mais informações / Referência |
| Permanente | Provisória | Data        | Local         | Descobridor(es)     | Categoria | Mais informações / Referência |
| ---------- | ---------- | ----------- | ------------- | ------------------- | --------- | ----------------------------- |
| 372901     | 2011 AC43  | 10 jan 2011 | Kitt Peak     | Spacewatch          | —         | MPC                           |
| 372902     | 2011 AR46  | 26 out 2005 | Kitt Peak     | Spacewatch          | —         | MPC                           |
| 372903     | 2011 AB53  | 11 fev 2010 | WISE          | WISE                | —         | MPC                           |
| 372904     | 2011 AF58  | 13 dez 2010 | Mount Lemmon  | Mount Lemmon Survey | —         | MPC                           |
| 372905     | 2011 AF61  | 13 jan 2011 | Kitt Peak     | Spacewatch          | —         | MPC                           |
| 372906     | 2011 AM65  | 23 fev 2007 | Kitt Peak     | Spacewatch          | —         | MPC                           |
| 372907     | 2011 AT65  | 14 jan 2011 | Kitt Peak     | Spacewatch          | —         | MPC                           |
| 372908     | 2011 AZ67  | 27 jan 2007 | Mount Lemmon  | Mount Lemmon Survey | —         | MPC                           |
| 372909     | 2011 AY68  | 22 abr 2007 | Catalina      | CSS                 | —         | MPC                           |
| 372910     | 2011 AB70  | 10 jan 2007 | Kitt Peak     | Spacewatch          | —         | MPC                           |
| 372911     | 2011 AJ75  | 12 dez 2006 | Kitt Peak     | Spacewatch          | —         | MPC                           |
| 372912     | 2011 AN76  | 14 set 1994 | Kitt Peak     | Spacewatch          | —         | MPC                           |
| 372913     | 2011 AN77  | 12 abr 2000 | Kitt Peak     | Spacewatch          | Mitidika  | MPC                           |
| 372914     | 2011 BD    | 14 dez 2010 | Mount Lemmon  | Mount Lemmon Survey | —         | MPC                           |
| 372915     | 2011 BW4   | 5 dez 2010  | Mount Lemmon  | Mount Lemmon Survey | —         | MPC                           |
| 372916     | 2011 BA5   | 25 nov 2006 | Kitt Peak     | Spacewatch          | —         | MPC                           |
| 372917     | 2011 BV5   | 10 nov 2006 | Kitt Peak     | Spacewatch          | Mitidika  | MPC                           |
| 372918     | 2011 BW5   | 27 jan 2007 | Mount Lemmon  | Mount Lemmon Survey | —         | MPC                           |
| 372919     | 2011 BW8   | 15 nov 2006 | Kitt Peak     | Spacewatch          | —         | MPC                           |
| 372920     | 2011 BO9   | 22 dez 2006 | Kitt Peak     | Spacewatch          | Mitidika  | MPC                           |
| 372921     | 2011 BT9   | 20 set 2009 | Kitt Peak     | Spacewatch          | —         | MPC                           |
| 372922     | 2011 BM17  | 21 ago 2004 | Siding Spring | SSS                 | —         | MPC                           |
| 372923     | 2011 BV19  | 1 nov 2005  | Catalina      | CSS                 | —         | MPC                           |
| 372924     | 2011 BC21  | 8 fev 2002  | Kitt Peak     | Spacewatch          | —         | MPC                           |
| 372925     | 2011 BW21  | 7 out 2005  | Kitt Peak     | Spacewatch          | —         | MPC                           |
| 372926     | 2011 BR22  | 17 out 2009 | Catalina      | CSS                 | —         | MPC                           |
| 372927     | 2011 BO25  | 19 set 2009 | Kitt Peak     | Spacewatch          | —         | MPC                           |
| 372928     | 2011 BW27  | 10 mar 2000 | Kitt Peak     | Spacewatch          | —         | MPC                           |
| 372929     | 2011 BG28  | 15 jan 2005 | Catalina      | CSS                 | —         | MPC                           |
| 372930     | 2011 BZ28  | 24 out 2005 | Kitt Peak     | Spacewatch          | —         | MPC                           |
| 372931     | 2011 BE32  | 21 fev 2007 | Mount Lemmon  | Mount Lemmon Survey | —         | MPC                           |
| 372932     | 2011 BL35  | 23 fev 2007 | Kitt Peak     | Spacewatch          | —         | MPC                           |
| 372933     | 2011 BC38  | 2 dez 2010  | Mount Lemmon  | Mount Lemmon Survey | —         | MPC                           |
| 372934     | 2011 BS46  | 15 set 2004 | Kitt Peak     | Spacewatch          | —         | MPC                           |
| 372935     | 2011 BT47  | 19 fev 2010 | WISE          | WISE                | —         | MPC                           |
| 372936     | 2011 BN51  | 25 dez 2005 | Kitt Peak     | Spacewatch          | —         | MPC                           |
| 372937     | 2011 BO53  | 16 nov 2006 | Mount Lemmon  | Mount Lemmon Survey | —         | MPC                           |
| 372938     | 2011 BC54  | 27 fev 2006 | Kitt Peak     | Spacewatch          | —         | MPC                           |
| 372939     | 2011 BF61  | 7 abr 2008  | Mount Lemmon  | Mount Lemmon Survey | —         | MPC                           |
| 372940     | 2011 BX66  | 5 set 2008  | Kitt Peak     | Spacewatch          | Brangane  | MPC                           |
| 372941     | 2011 BQ70  | 25 fev 2007 | Mount Lemmon  | Mount Lemmon Survey | —         | MPC                           |
| 372942     | 2011 BN71  | 1 out 2000  | Socorro       | LINEAR              | —         | MPC                           |
| 372943     | 2011 BQ71  | 6 set 2008  | Kitt Peak     | Spacewatch          | —         | MPC                           |
| 372944     | 2011 BF73  | 18 set 2003 | Kitt Peak     | Spacewatch          | —         | MPC                           |
| 372945     | 2011 BN73  | 15 nov 2006 | Catalina      | CSS                 | —         | MPC                           |
| 372946     | 2011 BO73  | 29 out 2005 | Catalina      | CSS                 | —         | MPC                           |
| 372947     | 2011 BL74  | 22 set 2009 | Mount Lemmon  | Mount Lemmon Survey | —         | MPC                           |
| 372948     | 2011 BE76  | 13 mar 2007 | Kitt Peak     | Spacewatch          | —         | MPC                           |
| 372949     | 2011 BR76  | 26 fev 2007 | Mount Lemmon  | Mount Lemmon Survey | —         | MPC                           |
| 372950     | 2011 BO78  | 22 nov 2006 | Mount Lemmon  | Mount Lemmon Survey | —         | MPC                           |
| 372951     | 2011 BY78  | 25 out 2005 | Mount Lemmon  | Mount Lemmon Survey | Eos       | MPC                           |
| 372952     | 2011 BL85  | 22 nov 2005 | Kitt Peak     | Spacewatch          | —         | MPC                           |
| 372953     | 2011 BJ86  | 16 out 2009 | Mount Lemmon  | Mount Lemmon Survey | —         | MPC                           |
| 372954     | 2011 BJ89  | 22 jan 1998 | Kitt Peak     | Spacewatch          | —         | MPC                           |
| 372955     | 2011 BO89  | 28 dez 2005 | Kitt Peak     | Spacewatch          | —         | MPC                           |
| 372956     | 2011 BX89  | 7 fev 2002  | Kitt Peak     | Spacewatch          | —         | MPC                           |
| 372957     | 2011 BA97  | 14 jan 2011 | Kitt Peak     | Spacewatch          | —         | MPC                           |
| 372958     | 2011 BU99  | 29 nov 2005 | Kitt Peak     | Spacewatch          | —         | MPC                           |
| 372959     | 2011 BQ102 | 26 dez 2006 | Kitt Peak     | Spacewatch          | —         | MPC                           |
| 372960     | 2011 BS103 | 19 nov 1995 | Kitt Peak     | Spacewatch          | —         | MPC                           |
| 372961     | 2011 BH104 | 25 set 2008 | Mount Lemmon  | Mount Lemmon Survey | Ursula    | MPC                           |
| 372962     | 2011 BL105 | 8 fev 2002  | Kitt Peak     | Spacewatch          | —         | MPC                           |
| 372963     | 2011 BY111 | 5 nov 2005  | Kitt Peak     | Spacewatch          | —         | MPC                           |
| 372964     | 2011 BT112 | 19 dez 2001 | Kitt Peak     | Spacewatch          | —         | MPC                           |
| 372965     | 2011 BS116 | 30 out 2005 | Kitt Peak     | Spacewatch          | —         | MPC                           |
| 372966     | 2011 BK119 | 14 out 2001 | Kitt Peak     | Spacewatch          | —         | MPC                           |
| 372967     | 2011 BV124 | 31 ago 2005 | Kitt Peak     | Spacewatch          | —         | MPC                           |
| 372968     | 2011 BP152 | 11 jan 2002 | Kitt Peak     | Spacewatch          | —         | MPC                           |
| 372969     | 2011 CX    | 7 set 2008  | Mount Lemmon  | Mount Lemmon Survey | —         | MPC                           |
| 372970     | 2011 CD2   | 27 dez 2005 | Kitt Peak     | Spacewatch          | —         | MPC                           |
| 372971     | 2011 CW10  | 28 ago 2005 | Kitt Peak     | Spacewatch          | —         | MPC                           |
| 372972     | 2011 CT14  | 20 jan 2006 | Kitt Peak     | Spacewatch          | —         | MPC                           |
| 372973     | 2011 CV27  | 11 dez 2006 | Kitt Peak     | Spacewatch          | —         | MPC                           |
| 372974     | 2011 CE32  | 25 out 2009 | Kitt Peak     | Spacewatch          | —         | MPC                           |
| 372975     | 2011 CT33  | 22 ago 2004 | Siding Spring | SSS                 | —         | MPC                           |
| 372976     | 2011 CF34  | 8 dez 2010  | Mount Lemmon  | Mount Lemmon Survey | —         | MPC                           |
| 372977     | 2011 CT34  | 26 set 2009 | Kitt Peak     | Spacewatch          | Eos       | MPC                           |
| 372978     | 2011 CZ34  | 30 set 2009 | Mount Lemmon  | Mount Lemmon Survey | —         | MPC                           |
| 372979     | 2011 CB49  | 15 fev 1997 | Kitt Peak     | Spacewatch          | —         | MPC                           |
| 372980     | 2011 CY49  | 6 set 2008  | Kitt Peak     | Spacewatch          | —         | MPC                           |
| 372981     | 2011 CY53  | 23 jan 2006 | Kitt Peak     | Spacewatch          | —         | MPC                           |
| 372982     | 2011 CB54  | 29 set 1995 | Kitt Peak     | Spacewatch          | —         | MPC                           |
| 372983     | 2011 CP59  | 6 mai 2006  | Mount Lemmon  | Mount Lemmon Survey | —         | MPC                           |
| 372984     | 2011 CS67  | 9 set 2004  | Socorro       | LINEAR              | —         | MPC                           |
| 372985     | 2011 CT68  | 14 out 2009 | Mount Lemmon  | Mount Lemmon Survey | —         | MPC                           |
| 372986     | 2011 CS70  | 31 dez 2005 | Kitt Peak     | Spacewatch          | —         | MPC                           |
| 372987     | 2011 CF71  | 26 out 2009 | Mount Lemmon  | Mount Lemmon Survey | Eos       | MPC                           |
| 372988     | 2011 CK71  | 27 mar 2000 | Kitt Peak     | Spacewatch          | —         | MPC                           |
| 372989     | 2011 CE73  | 9 mar 2003  | Anderson Mesa | LONEOS              | —         | MPC                           |
| 372990     | 2011 CJ74  | 10 out 1996 | Kitt Peak     | Spacewatch          | —         | MPC                           |
| 372991     | 2011 CN75  | 31 dez 1997 | Kitt Peak     | Spacewatch          | Phocaea   | MPC                           |
| 372992     | 2011 CQ76  | 14 mar 2007 | Mount Lemmon  | Mount Lemmon Survey | —         | MPC                           |
| 372993     | 2011 CP80  | 15 mar 2004 | Kitt Peak     | Spacewatch          | —         | MPC                           |
| 372994     | 2011 CD86  | 1 out 2003  | Kitt Peak     | Spacewatch          | —         | MPC                           |
| 372995     | 2011 CQ86  | 18 set 2009 | Kitt Peak     | Spacewatch          | —         | MPC                           |
| 372996     | 2011 CD87  | 25 ago 2004 | Kitt Peak     | Spacewatch          | —         | MPC                           |
| 372997     | 2011 CC88  | 26 jan 2006 | Mount Lemmon  | Mount Lemmon Survey | —         | MPC                           |
| 372998     | 2011 CW89  | 19 nov 2009 | Mount Lemmon  | Mount Lemmon Survey | —         | MPC                           |
| 372999     | 2011 CR90  | 3 mar 2006  | Kitt Peak     | Spacewatch          | —         | MPC                           |
| 373000     | 2011 CF92  | 27 jan 2006 | Mount Lemmon  | Mount Lemmon Survey | —         | MPC                           |